# スズキ・ジムニー
ジムニー（Jimny）は、スズキ（1990年〈平成2年〉9月以前は鈴木自動車工業）が1970年（昭和45年）から市販している軽自動車のオフロード四輪駆動車である。日本国内で「ジムニー」は軽自動車モデルを指すが、現在、海外向けには軽自動車規格のモデルは輸出されておらず、本記事では日本でジムニーワイド、ジムニーシエラ、ジムニーノマドなどの車名で販売されてきた小型自動車規格のモデル（登録車）についても併記する。

## 概要
ジープ由来の伝統的な四輪駆動車の構成を固持する、小型で軽量のパートタイム4WD車である。低級振動や重量増などの不利をおして、今なお強度と耐久性を重視したはしご型フレーム（ラダーフレーム）を使い続け、サスペンションも前後とも固定軸を用いている。現代の自動車技術において、乗用車のみならずオフロード車であっても車台のモノコック化、サスペンションの独立懸架化が進んでいる状況の中で、独自かつ稀有な存在である。そのため、本格オフロード車として日本のみに留まらず、世界中でも高い評価が得られている。
小型軽量ボディやラダーフレーム、リジッドアクスル式サスペンション、大径タイヤなどの優位性により、特に純粋な悪路の踏破性能では四輪自動車としてトップクラスの性能を持ち、クロスカントリー競技のベース車としても使用されている。
日本国内での林業等での作業車としてだけで無く、狭い道路を擁する山岳地域・積雪地において、機動性の高いインフラ生活用車両としての根強い需要を持ち、同時に過酷な地域でのパトロールカーや郵便集配車としても用いられる他、林道走破や釣り目的の山道・砂浜での走行、スキー目的での雪道走行にも耐えることから、それらを目的としたレジャードライブ用途にも用いられている。簡素で頑丈な構造ながら改造の余地が大きく、破損時の修復も比較的容易なため、トライアル、ダートトライアル、ヒルクライムなど、悪路走行を前提としたアマチュアモータースポーツに出場することも多い。
一方、長年ジムニーユーザー ＝ 高い悪路走破性の要求、という構図から、SJ30発売の時点で6.00-16の悪路用バイアスタイヤ（ラグタイヤ、いわゆる「ゲタ山タイヤ」）と、悪路用ラジアルタイヤ（マッドテレーンタイヤ）しか存在せず、RVブームの隆盛により高速道路での移動が必然となった時代になっても、不整地向け車両用両用ラジアルタイヤ（オールテレーンタイヤ）が追加されたのみになっていた。しかし、2000年代以降、マニュアル設定車の減少やスペアタイヤの非装着化をはじめとした軽乗用車を取り巻くいくつかの潮流からはじめから舗装路主体のいわゆる「街乗りジムニー」ユーザーが増えたため、タイヤメーカーも需要を見越してSUV向け舗装路用タイヤ（ハイスピード・テレーン）の175/80R16サイズの設定をするようになってきている。
2000年（平成12年）9月から2001年（平成13年）2月までと、同年2月から2002年（平成14年）1月までフロントエンジン・後輪駆動（FR）車（前者：ジムニーL、後者：ジムニーJ2）が販売されたこともあるが、現在は四輪駆動のみのラインナップである。
45年以上の歴史で細かい改良は多いものの、モデルチェンジはわずか3回とモデルライフが長いことが特徴である。このモデルライフの長さが評価され、2008年（平成20年）10月8日にグッドデザイン賞の中でも、10年以上にわたって同一の商品コンセプトで継続的に生産販売されている商品等に与えられる特別賞「2008年度グッドデザイン・ロングライフデザイン賞」を受賞した（プレスリリース）。なお、本車は日本車として最後の2ストロークエンジンを搭載した車種(2代目 SJ30、1987年〈昭和62年〉5月迄販売)として知られている。また、ジムニーの愛好家は通称ジムニストと呼ばれ、日本のみならず全世界にジムニストがいるとのことである。自動車系YouTuberとして屈指の知名度を誇る「carwow」のマット・ワトソンは、ジムニーのレビュー後に即決購入してしまった。
1977年（昭和52年）に発売された排気量800 ccのジムニー8（ジムニーエイト、SJ20型）以降、普通車登録のジムニーも発売され、日本国外でも販売されている。日本国外では輸出、ノックダウン生産、現地生産を含め、多くの国で販売されており、現地で荷台や車体を架装したピックアップトラックや4ドアを含むワゴンなど、ロングホイールベース車の比率も高い。車名も「ジムニー」のほか、時期や仕向け地によって、「ブルート」、「サムライ」、「SJ410 / 413」、「シエラ」、「KATANA」などを使い分けている。
マツダへOEM供給されたモデルはAZ-オフロードの名で、1998年（平成10年）10月から2014年（平成26年）4月まで販売された。
2020年（令和2年）11月6日、スズキは初代ジムニーが日本自動車殿堂の「歴史遺産車」に選定されたと発表した。

## 開発前史
ジムニー開発のきっかけは、かつて軽オート三輪の先駆的メーカーでありながら、大手に押されて自動車業界からの撤退に至ったホープ自動車（後のホープ → KHP。2017年を以って清算）から、軽四輪駆動車「ホープスター・ON型4WD」（1967年〈昭和42年〉完成）の製造権を、当時スズキ東京の社長であった、元スズキ相談役鈴木修が、社内の反対を押し切り買い取ったことに端を発する。
「不整地用万能車」と謳われたON型4WDは軽自動車ながら高い悪路走破性能を備えた四輪駆動車だったが、ホープ自動車の創業者でON型4WDの開発者でもある小野定良は、この設計を商業的に活かすにも、もはや自社に量産・販売能力がない実情を鑑み、大手メーカーへの製造権譲渡を決意した。ホープは同時期に遊園地の遊具開発に業態転換することで会社の命脈をつないだ。
小野は当初、ON型4WDのエンジンやパーツの供給元であった三菱重工業（1970年〈昭和45年〉の三菱自動車工業の分離以前）に売り込んだが、ジープのライセンス生産を行っていた三菱からは理解を得られず、スズキに提案を行ったところ、鈴木修が「軽四輪駆動車」というユニークなプランに関心を示し、ホープ側から製造権を買い取った。資料によれば当時の金額で約1,200万円ほどだったといわれている。
この時スズキの幹部からは「売れなくて撤退した車の製造権を買ってどうするのか」「社長の道楽」「もしこんなものが売れたら社内をちょうちん行列で歩いてやる」という批判があったとの話もあり、鈴木修を除いた周囲からは期待されていなかったようである。鈴木修はもともと中央相互銀行の銀行員から自動車会社の経営幹部に転身した人物で、元来技術者ではないため、それまで四輪駆動車がいかなる物かという基礎知識すら持っていなかった。しかし、小さなONが急勾配を登坂する様子を撮影した8ミリ映画でその驚異的な機動性を実見し、軽四輪駆動車の実用車としての可能性に開眼したという。
ごく少量が生産、販売されたホープスター・ON型4WDの組み立てはほとんどが手作りで、三菱エンジンのものが15台、検討用にスズキから依頼されたスズキエンジンのものが3台生産されたにとどまっている。結果としてホープスター・ON型4WDは、ジムニーのプロトタイプとしての役割を果たした。

## 初代 （1970年4月 - 1981年4月[10]）

### 初代第1期（1970年-1972年）
1970年（昭和45年）4月に軽自動車初の本格四輪駆動オフロード車として発表。
ホープスターON型4WDは、前後リジッドアクスル、16インチホイール、2速のトランスファーなど、ジープ同様な本格的構成のドライブトレインを備えた軽自動車であったが、小工場での小規模生産であっただけに、一般に広く市販する商品としては熟成不十分な点も多く、また三菱車のパーツを多く利用しているなど、原型そのままにスズキで量産できるものではなかった。そこでスズキでは、ON型4WDの優れた機能は生かしながらも、自社生産向けに大変更を加えた。
パワーユニットは自社の軽トラック・キャリイ用のエンジンとトランスミッションを流用し、ON型4WD同様に軽自動車枠内に収めた。規格品の鋼材を積極的に導入し、他の部品も自社の既存のものをなるべく流用することでコストを抑えた。また作業車としての用途に応えるため、トランスファーへPTO（動力取り出し装置）を組み込んで動力を取り出し、ウインチを動かすことができるようにした。このPTOウインチはSJ10/20まで純正オプションとして設定されている。
その一方でスタイリングを重視し、武骨な形のON型4WDに比べ、スポーツ性を取り入れたデザインとなった。また商用車扱いとして販売価格や維持費を抑えるなど、購買、設計、生産技術、デザイン、営業などとの全方位的な折衝の末、商品として成立させた。
発表されると、維持費の安い軽自動車でありながら、大型の四輪駆動車以上の機動力を発揮する実用性で、「それまでにない軽自動車」として市場に評価され、スズキの販売力もあって、大きな商業的成功を収めることとなった。この時代の日本市場で先行して普及していた四輪駆動車は、特殊なトラックを除くとトヨタ・ランドクルーザー、日産・パトロール、三菱・ジープという、格段に大型の3車種のみであったことも注目される要因の一つであった。
当時のキャッチコピーは「自然に挑戦する男のくるま」、「男の相棒☆ジムニー」、「最前線志願」であり、カタログなどで使用された。

### 初代第2期（1972年-1976年）

#### LJ20-1型
1972年（昭和47年）5月、発表。
LJ10 との大きな違いは、エンジンを空冷から水冷に変更したことである。水冷となって快適な温水式ヒーターを得たことと、実用性・耐候性・安全性に優れるバンモデルの LJ20V が追加されたことも相まって、雪国や寒冷地を中心に販売台数を伸ばした。外見ではフロントグリル穴の形状が、LJ10系の横長型から、縦型に変更され、容易に区別できる。
同年7月には、ソニーと共同で LJ20 にソニーの18型カラーテレビとUマチック方式のビデオデッキを搭載した「ビデオジムニー」を発売した。トランスファーのPTO装置を使って発電し、電力を供給する仕組みであった。法人や自治体を販売対象と想定して、電源のないところでビデオの録画及び再生ができることを謳い、東京モーターショーにも出品したが、結局1台も売れなかった。ビデオジムニー専用の部品もあり、パーツカタログには記載されている。

#### LJ20-2型
1973年（昭和48年）11月発売。フロントマーカーランプ（車幅灯）とフロントターンシグナル（方向指示器）が分離され、リアターンシグナルランプが赤からオレンジに変わった。
1975年（昭和50年）2月、幌モデルに向かい合わせの折り畳み式後席を持つ4人乗りのLJ20Fを追加。居住空間捻出のため、スペアタイヤは荷室から車体背面に移動され、幌後半の高さも嵩上げされる。

#### LJ20-3型
1975年（昭和50年）12月1日より昭和50年排出ガス規制が実施され、対策車輌としてLJ20-3型が発売されるが、翌年4月に550 ccのSJ10型が発売された。4ヶ月と短い生産期間のため、LJ20-3型は極めて貴少な車である。

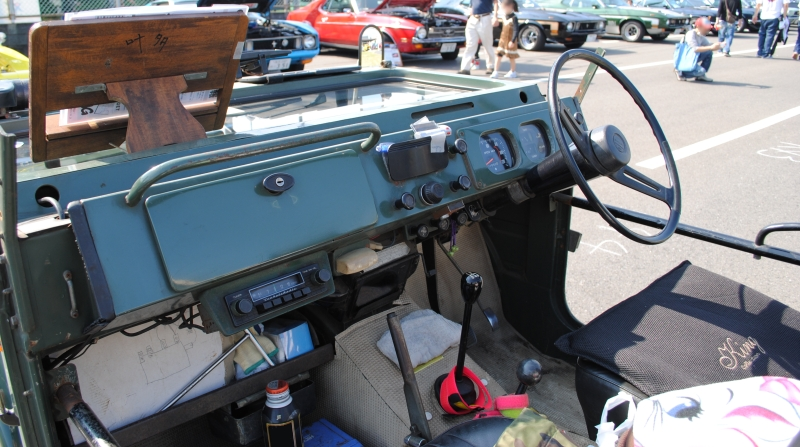
LJ20-1型 車内
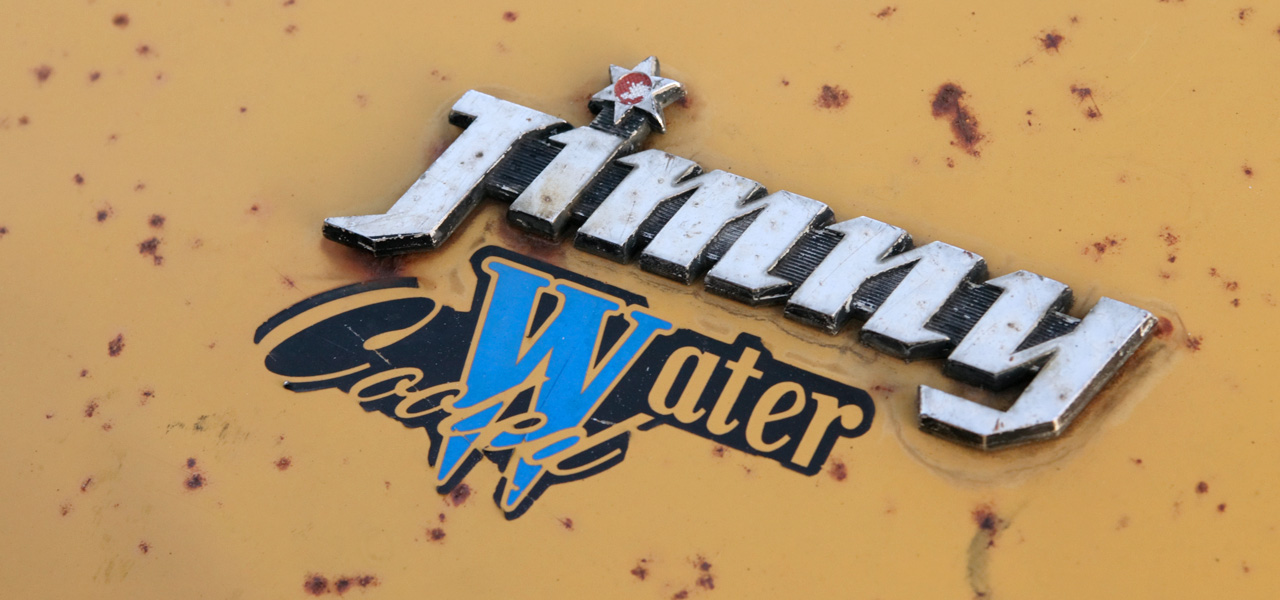
水冷を示すデカール
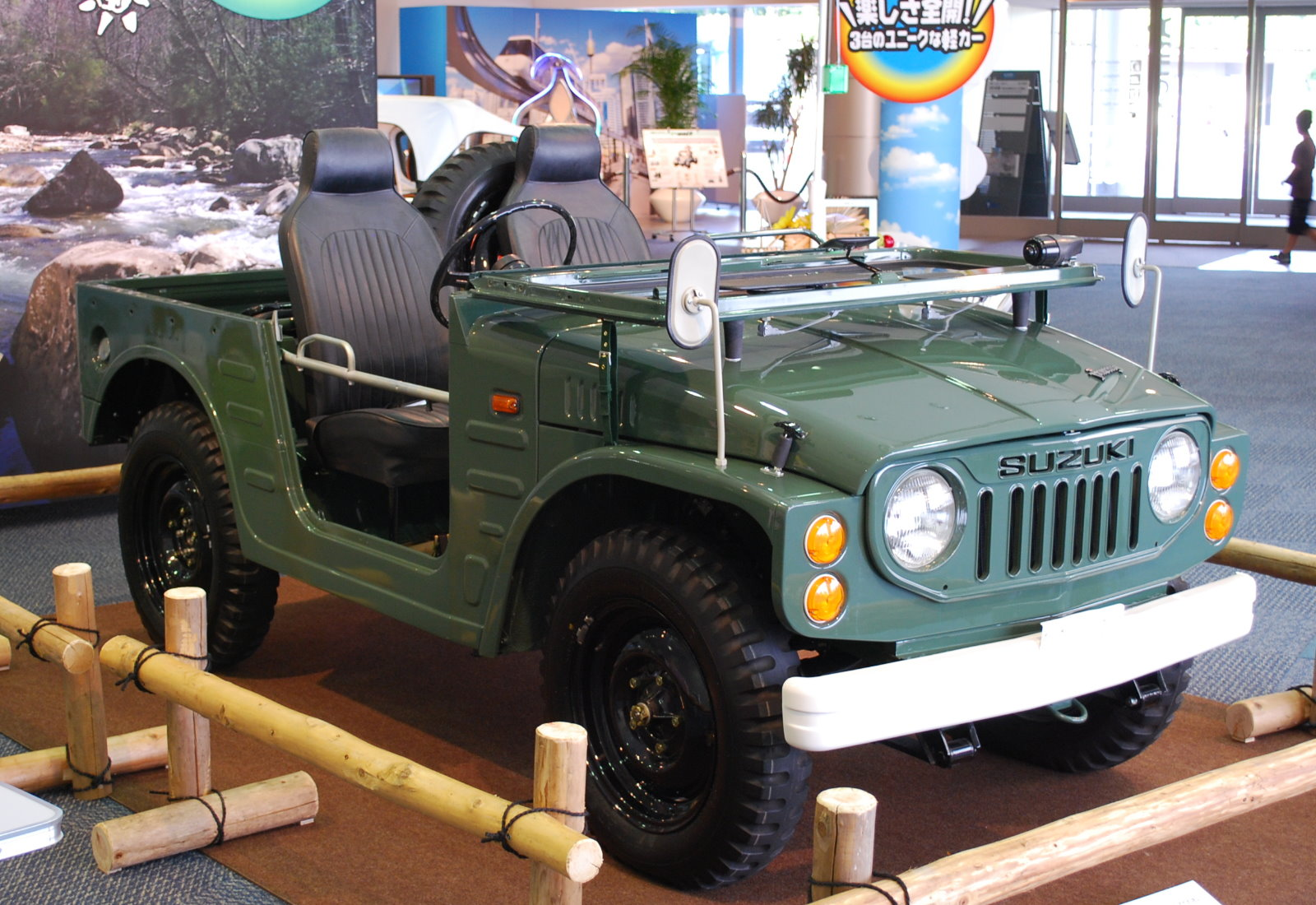
LJ20-2型
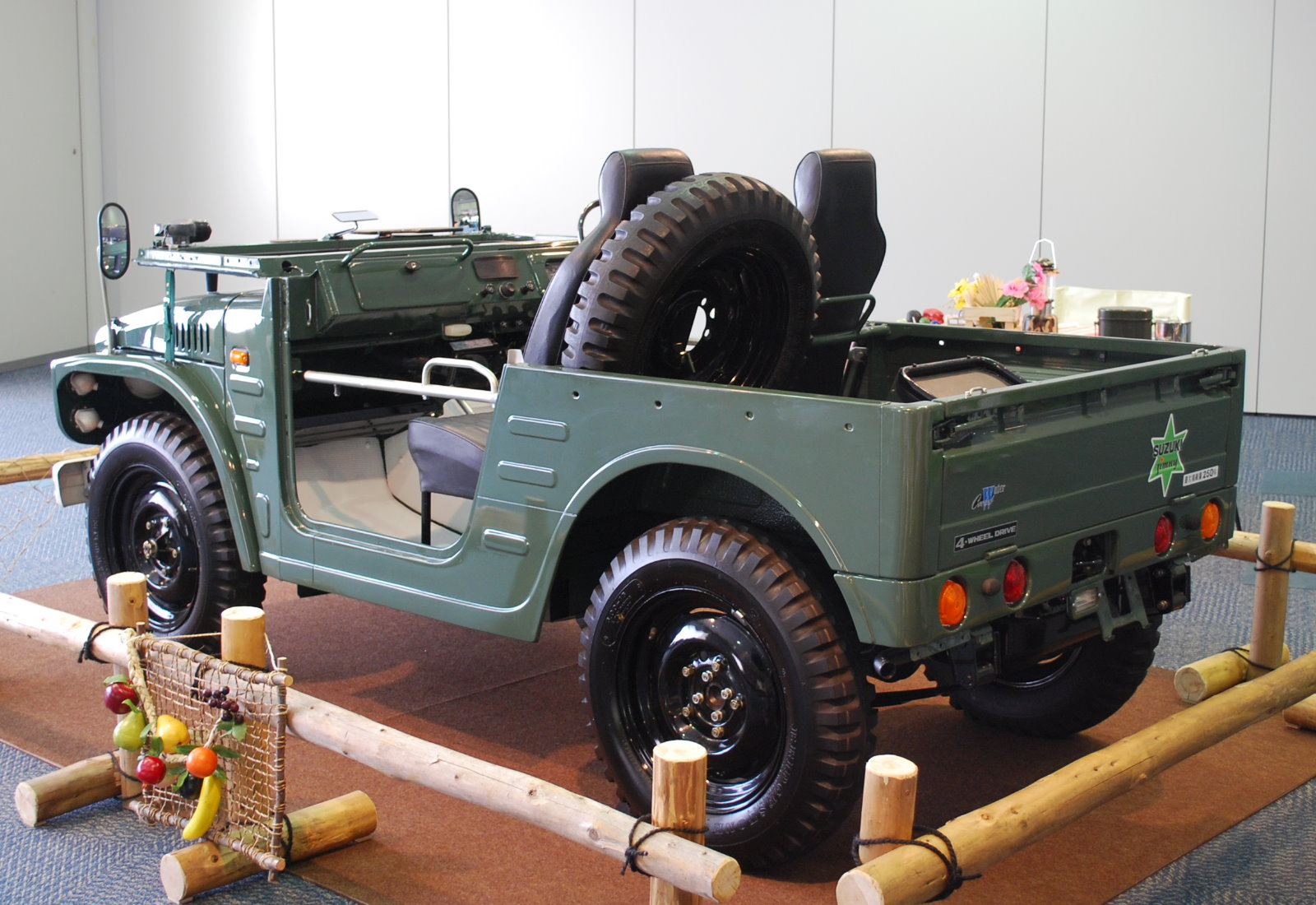
リア

### 初代第3期（1976年-1981年）

#### SJ10-1型
1976年（昭和51年）6月、発表。同年の法改正により軽自動車の規格が変更され、それに対応して、旧規格の車体サイズのまま、新しいLJ50型エンジン（水冷直列3気筒2サイクル）を搭載し、排気量を550 ccクラス（539 cc）へと拡大する。愛称も「ジムニー55」となる。

#### SJ10-2型
1977年（昭和52年）6月、新しくなった軽自動車規格に合わせて、新規のアクスルハウジング（ホーシング）とオーバーフェンダーにより、トレッドと車体サイズを拡幅する。これにより海外向けは、550と各部を共通化しつつ800 ccエンジンを搭載したLJ80となり、それを国内向けとしたジムニー8（読みはエイト、型式はSJ20型。後述）もラインナップされることになる。
直列4気筒エンジンを搭載する8と共通のエンジンフードは盛り上がった形状となり、前端には通気孔が設けられた。その他、ステアリング・ホイールの握りが太くなる、フロントバンパーの板厚が増すなどの改良に加え、フューエルタンクの容量が26リットルから40リットルへと拡大したことで航続距離が大幅に伸び、特に高速道路での余裕が増した。

#### SJ10-3型
1978年（昭和53年）11月、ヘッドランプの取り付け位置（光軸中心）が下がり、それに伴いフロントグリルのデザインが変更される。幌タイプにメタルドアモデル（FM）が追加された。また、フェンダーミラーの形状が小判型から角型に変更され、インパネのスイッチ類の設置場所変更など、視認性や操作性向上のためのマイナーチェンジが行われた。

#### SJ10-4型
1979年（昭和54年）11月、バンパーが黒色塗装化され、ウィンドウウォッシャーが電動式になるなど、装備を充実させるためのマイナーチェンジが行われた。
1981年（昭和56年）4月、生産・販売終了。

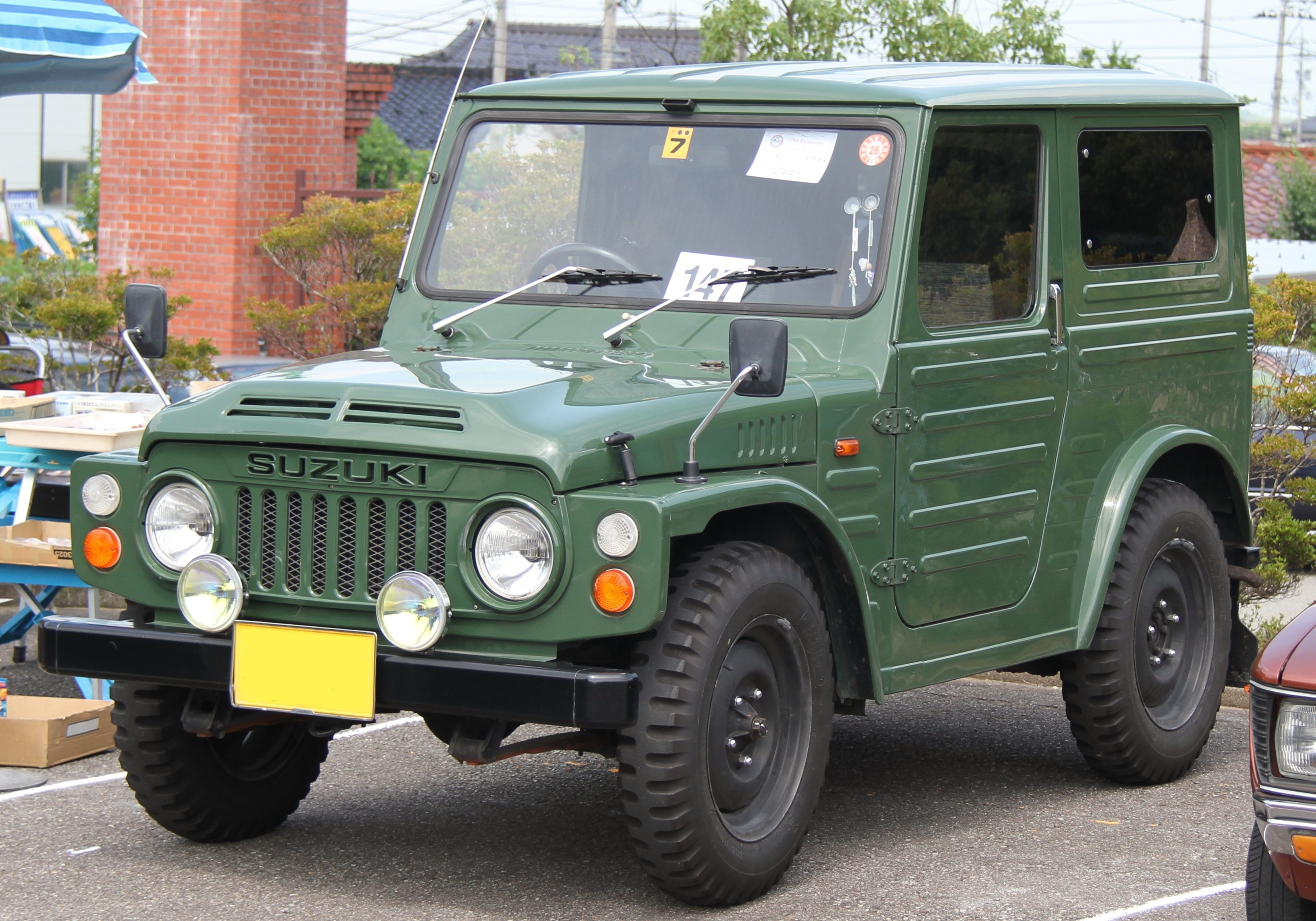
バン（4型）ハロゲンヘッドランプ、およびフォグランプはいずれも社外品

初代の新車登録台数は累計9万8750台

#### SJ20 ジムニー8（エイト）
1977年（昭和52年）7月、発表。
SJ10 の車体に排気量800 ccのF8A型エンジンを搭載した輸出仕様のLJ80を基に、日本国内向けとしたものである。このF8A型は、スズキの4輪車では初めての4サイクルエンジンであり、軽自動車の枠には納まらないため小型車（登録車）となった。日本国内での新車登録台数の累計は､1,799台にとどまっている。
1982年（昭和57年）8月、ジムニー1000の登場に伴い生産・販売終了。
輸出向けでは、幌とバンの他に、ホイールベースを延長したキャブシャシとピックアップトラックが設定されており、これは2代目にも受け継がれた。

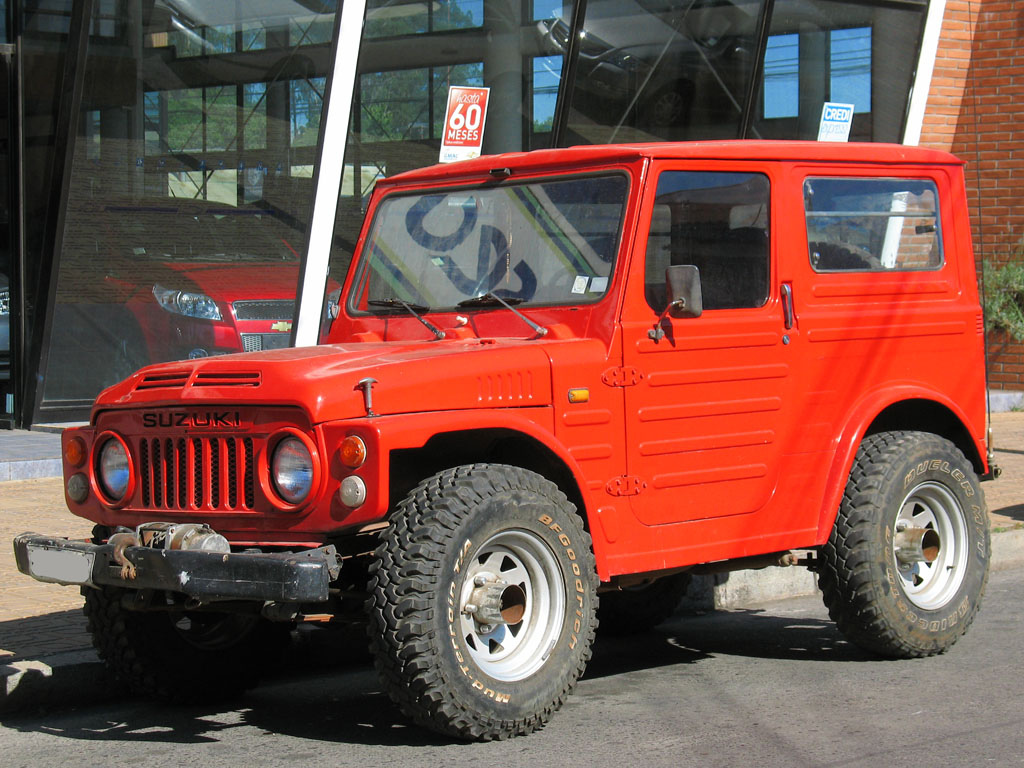
輸出用 バン LJ80V
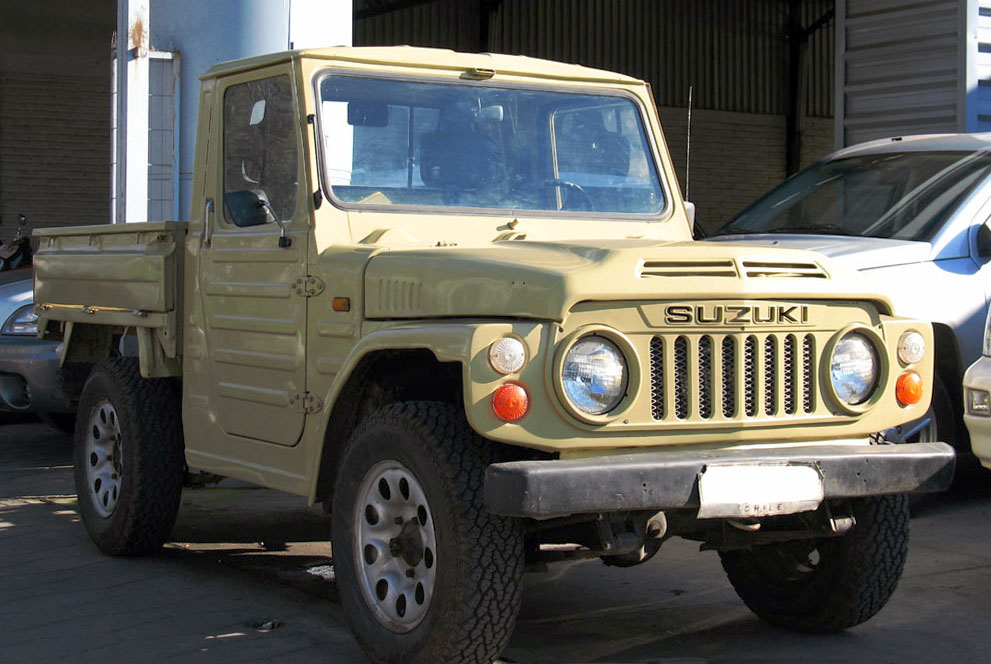
同 ピックアップ LJ80P
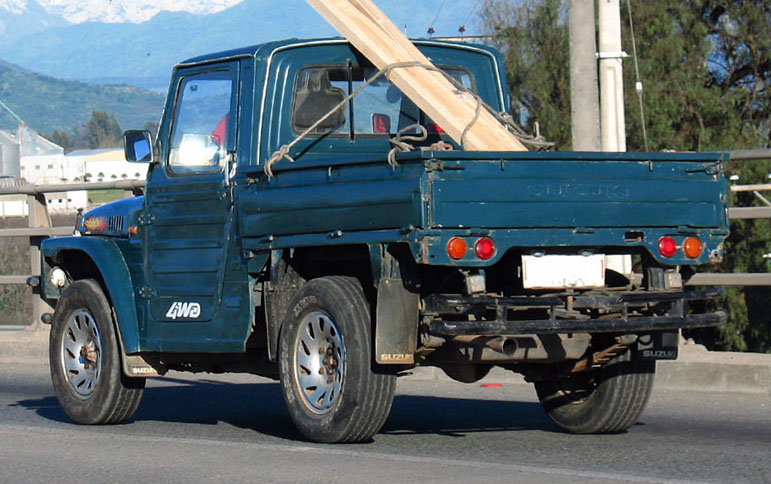
同 ピックアップ LJ80P

## 2代目 （1981年5月 - 1998年10月[15]）

### 2代目第1期（1981年-1984年）
1981年5月、発売。
ジムニー発売から11年で初めてのフルモデルチェンジとなり、快適性や操作性など、乗用車としての性能を向上させた。
キャッチコピーは「Tough & Neat」（タフ アンド ニート / タフ = 頑丈な、ニート = きちんとした、こぎれいな）で、オフロードとオンロード性能の両立をうたっており、カタログも男くささや野性味を打ち出した70年代とはうってかわり、女性ユーザーをも意識したものとなった。
いくぶん柔らかくされたリーフスプリング、前向きとなったリアシート、工具なしで簡単に前倒出来る幌モデルのフロントウインドシールド、フルメタルドアモデルの距離計がトリップメーター付きとなるなど、乗用車からの乗り換え組や、初心者でも扱えるよう配慮された設計となった。
同時期、すでにスズキの軽自動車のほとんどは4サイクルエンジンの「F5A型」に移行していたが、不整地では低回転時のトルクが重要となるため、従来の「LJ50型」が継承された。しかしエンジンの改良により、最高出力は28PSに向上し、減速時燃料制御機構と二段式消音システムの採用で2サイクル特有の排煙と騒音を抑えている。
トランスミッションは4速MTのみ。また、SJ30の取扱説明書にはハイオクガソリンを給油しないよう書かれているが、これはSJ30-1型発売当時、ハイオクガソリンが有鉛ガソリンだった名残であり、例によって「無鉛ガソリンをご使用ください」のステッカーもあるため現在の無鉛プレミアムガソリンを給油しても問題はない。
この SJ30 型は、同じ軽自動車規格の JA71 型の登場後も、エンジン、電装系、内装等のマイナーチェンジを行いながら、1987年まで生産が続けられ、併売された。日本では最後のクランクケース圧縮型2サイクルエンジン搭載の4輪自動車となったが、2サイクルならではの粘り強いエンジン特性と軽量な車重から、未だに根強いファンを持つ。
なおCMコピーでは「ジムニー」だけとなったが、SJ30 も JA71 発売以前（-3型まで）の正式な商標は SJ10 から引き続き「ジムニー55」である（取扱説明書に記載されている）。

#### SJ30-1型
1981年5月発表。
バリエーション
- ソフトトップ
  - SJ30F - 幌ドア
  - SJ30FK - ハーフメタルドア
  - SJ30FM - フルメタルドア
- メタルトップバン
  - SJ30V-VA （ベーシック・業務用）
  - SJ30V-VC - デラックス（個人向け、ベーシックより20kg増）

#### SJ30-2型
1983年8月、マイナーチェンジ。幌ドアのFが廃止される。
FK-2ハーフメタルドアとバンVA以外のフロントブレーキがドラムからディスクへ変更され、フリーホイールハブも設定される。又、全車にヒューズがガラス管からブレードタイプに、サイドミラーはドアミラーに、それぞれ変更された。
バリエーション
- ソフトトップ
  - SJ30FK-2 - ハーフメタルドア
  - SJ30JM - フルメタルドア
- メタルトップバン
  - SJ30V-VA
  - SJ30V-VC

#### SJ30-3型
1984年6月、マイナーチェンジ。インパネ全面が樹脂で覆われた。またラジオの搭載方法が変更され、現在標準的な1DINサイズのユニットをダッシュボード中央部下に取り付ける形になった。クーラーがそれまでの後組み形に代わって、ディーラーオプションのビルトイン形に変更された。エンジンは点火系が改良される。
- ソフトトップ
  - J30FK-3 - ハーフメタルドア
  - J30JM-3 - フルメタルドア
- メタルトップバン
  - SJ30V-VA-3
  - SJ30V-JC-3

#### SJ30-4型
1986年2月、マイナーチェンジ。
全機種にELRシートベルトを装備。
- ソフトトップ
  - J30FK-4 - ハーフメタルドア
  - J30JM-4 - フルメタルドア
- メタルトップバン
  - SJ30V-VA-4
  - SJ30V-JC-4

#### SJ30-5型
1987年（昭和62年）9月、マイナーチェンジ。JA71 の登場により、SJ30 は車種を大幅に整理され、幌（JM）とバン（JC）それぞれに1車種のみが残された。
SJ30で唯一、フロントウインドシールドに合わせガラスを採用している。
同年11月、生産終了。
- ソフトトップ
  - SJ30-JM-5 - フルメタルドア
- メタルトップバン
  - SJ30V-JC-5

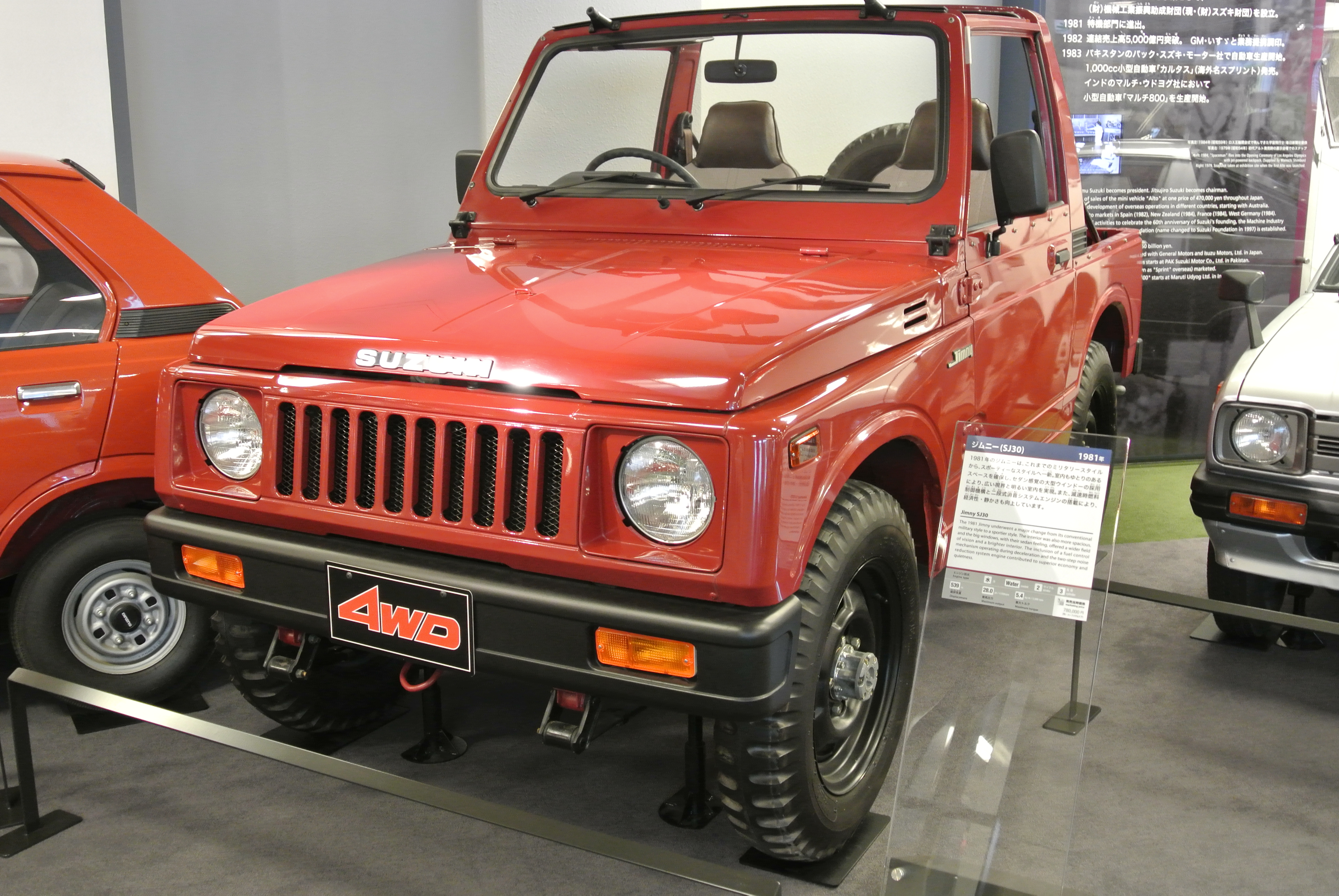
SJ30JM フルメタルドア（2型)

#### SJ40 ジムニー1000
日本国内では、1982年8月に発売。
1981年にSJ410の輸出が始まり、日本国外で販売台数を伸ばしていた。しかし、ジムニー8の販売が芳しくなかったこともあり日本国内での販売は計画されていなかった。ところが、ユーザーから国内販売を求める声があがり、その希望にこたえる形で国内販売された。
エンジンは、SJ20 に搭載された F8A 型をボア・ストローク共にアップして 970ccとした F10A 型を搭載した。このF10A型は、当時のスズキでは最大排気量のエンジンであり、セルボの輸出仕様車（SC100）にも搭載されていたものである。2代目となるボディやフレーム、駆動系は、直列4気筒の F10A 型の搭載を前提として設計されている。
また、国内で販売されたジムニーでは初めてピックアップモデルが設定されたが、販売台数が321台と伸びず、この形式のみとなっている。荷箱は同社のキャリイのものを流用している。また、2型である SJ40T-DT はカタログには載ったものの、実際は販売されていないモデルとなった。ピックアップであるため、通常のモデルよりもホイールベースや全長が長くなっている。
軽自動車枠の SJ30 とは異なり、195SR15タイヤを標準装着としていたが、15インチホイール（5.5Jオフセット+10）は、PCD139.7mmの6穴仕様となった。これは、ホイールを軽モデルに流用できないようにするため、当時の運輸省（現・国土交通省）の指導があったためとされる。ピックアップモデルのみ16インチホイールを採用したため、軽モデルと同じ5穴ホイールとなっている。
1986年の貨物自動車排出ガス規制に対応するため、小型車登録のジムニーは JA51 に移行した。軽貨物車は昭和53年規制で普通乗用車同様の規制値が適用されていた。
1984年11月に、ジムニー1300の登場に伴い販売終了。国内では2年ほどの販売であったが、日本国外モデルである SJ410 は、スペイン、インド、タイ、インドネシアなどで1998年頃までノックダウンおよび現地生産されていた。
2007年4月21日、SJ413型ジムニーが南米オホス・デル・サラード火山で6,688m (21,942 ft)の自動車高高度走行ギネス世界記録を達成していた。

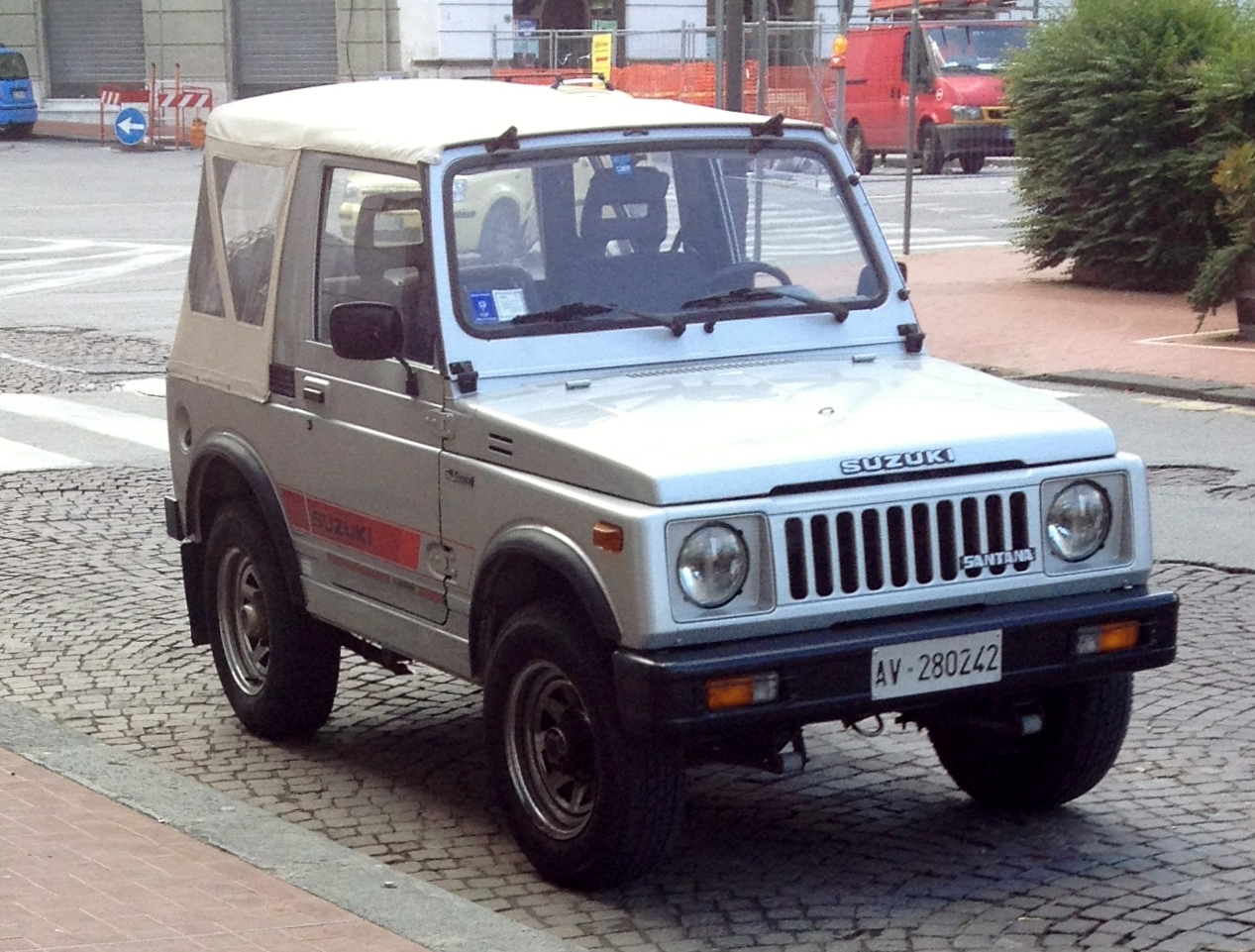
サンタナ製SJ410

### 2代目第2期（1984年-1990年）

#### JA71
1986年1月に発売。
それまでの2サイクルエンジンに代わり、軽規格のジムニーでは初めて電子制御燃料噴射装置（スズキEPi）および4サイクルターボエンジンが搭載された。
550ccのターボエンジンと、5速マニュアルトランスミッションの組み合わせにより、高速走行での余裕と静粛性は高まった。低回転域のトルクが2サイクルに比べ不足する反面、ターボが効くと出力が急に立ち上がるという二面性を持つため、オフロードではシビアなスロットル操作が要求された。スズキ自身もその点を良く把握しており、実用グレードとして従来の2サイクルエンジンを搭載したSJ30型も併売となった。
1987年11月、インタークーラー装着車が登場。車両重量はわずかに増大したものの、最大過給圧が1.5倍にアップした結果、約14馬力の出力向上を果たす。バンはインタークーラーありとなしが併売されたが、後者は実用グレードとして細身大径タイヤを装着しており、最低地上高が他のグレードより20 mm高く設定されている。また、この時からエンジンの性能がグロス表記からネット表記へ移行した。
小型車のJA51で登場していたパノラミックルーフが追加される。
パーキングブレーキもプロペラシャフト部のセンターブレーキから通常の後二輪制動式に変更され、ボンネット上にインタークーラー用のエアスクープが追加された。フロントグリルもボディー同色の鋼板製からJA51型同様の樹脂製となり、フォグランプが内蔵された。内装は後のJA11と共通の物となるなど、主要部品の多くがJA11でも引き続き使用されることとなる。
また、3型から4型まで、およそ90 km/hでブザーが吹鳴する速度警告装置が装備されている。
1989年11月、軽ジムニー初の特別仕様車「ワイルドウインドリミテッド」（1,000台限定）発表。

#### JA51 ジムニー1300
1984年（昭和59年）11月に発売。
カルタスに搭載されていた3気筒のG10A型エンジンに1気筒を足して1,300となったG13A型エンジンを搭載。1気筒増えたにもかかわらず、シリンダーブロックにアルミを多用し、約20kg軽量となった。
また、普通車ジムニー初の5ナンバー登録（乗用）車が登場。
1985年（昭和60年）12月、ハイルーフに明かり取り窓を備えたパノラミックルーフを追加。
1986年（昭和61年）10月、普通車ジムニー初の特別仕様車「ウインターアクションスペシャル」（100台限定）を発表。
1988年5月に生産を、6月に販売終了。小型登録車ジムニーは11年の歴史にいったん幕を下ろした。

### 2代目第3期（1990年-1995年）

#### JA11
1990年2月発表。（JA11-100001〜）
軽自動車の規格拡大により排気量が110 ccアップされ、前後バンパーも大型化された。これによりJA71ではフロントグリル埋め込みだったフォグランプの位置が、バンパー上に変更され、ラジエーターコアサポートも前に膨らんだ形状となった。
JA71に引き続き、バンは最低地上高の異なる2グレードが用意されたが、エンジンは全車インタークーラー付きターボに統一された。
サスペンションスプリングとダンパーの見直しが行われ、オンロード、オフロード共に乗り心地と操縦安定性が向上した。
マイナーチェンジで実用域でのエンジントルクの向上等、年毎に改良が続けられた。また、限定車を頻繁にリリースすることで市場での競争力を維持すると共に、その中で評価の高い装備を標準化する方針が採られた時期でもあった。
1990年10月、限定車の「ワイルドウインドリミテッド」を発表（バンHCベース、1,000台限定）。
1991年6月、2型（JA11-150001〜）
フロントグリルのオーナメントが「SUZUKI」から図案化された「S」になるなど外観を変更。最高出力が58 PSに向上。ラジエーターファンのシャフト接続を直結からフルードカップリング接続へ変更。酸化触媒、EGRの採用により、平成2年排出ガス規制に適合。又、このモデルからアルミホイールもディーラーオプションで設定される。
1991年11月、限定車の「ワイルドウインドリミテッド」を発表（バンHCベース、2,400台限定）。このモデルに限り、パワーステアリングが初めて装備される。 
1992年7月、3型（JA11-200001〜）
助手席側へのサイドアンダーミラーの追加により、アウターリアビューミラーの位置を左右共にドアからカウルサイドへ変更。一部のグレードにパワーステアリングを標準装備し、バンHCには3速オートマチックトランスミッションが設定された 。
SCOTTとのタイアップモデルで、ルーフキャリアを標準装備とした限定車の「スコットリミテッド」を発表（バンHCベース、3,000台限定）。
1992年11月、限定車の「ワイルドウインドリミテッド」を発表（バンHCベース、3,500台限定 JA11-210767〜）。
1993年6月、限定車の「スコットリミテッド」を発表（バンHCベース、3,000台限定 JA11-230319〜）。
1993年11月、限定車の「ワイルドウインドリミテッド」を発表（バンHCベース、5,000台限定  JA11-245770〜）。
1994年4月、4型
パノラミックルーフECに3速ATを追加し、廉価グレード「バンHA」にパワーステアリングを標準装備。安全関連装備の見直しも行われる。
1994年6月、限定車の「サマーウインド」を発表（バンHCベース、4,500台 JA11-285009〜）。JA11唯一の赤系塗装車を設定。
1994年11月、限定車の「ワイルドウインドリミテッド」を発表（バンHCベース、5,000台 JA11-297109〜）。
1995年2月、5型（JA11-320001〜）
マイナーチェンジ。これに先駆け、特別仕様車の「ランドベンチャー」を発表（バンHCベース）。エンジンはアルトワークスと揃えられ最高出力が64 PSへと向上した。追って5型標準車も64 PSへと揃えられる。
このマイナーチェンジは三菱・パジェロミニの発売を意識したもので、防眩式ルームミラー、熱線吸収グリーンガラス、フルトリム内装など、それまであくまで実用車である事を優先してきたジムニーにとって、おおよそ考えられなかった装備が採用された。

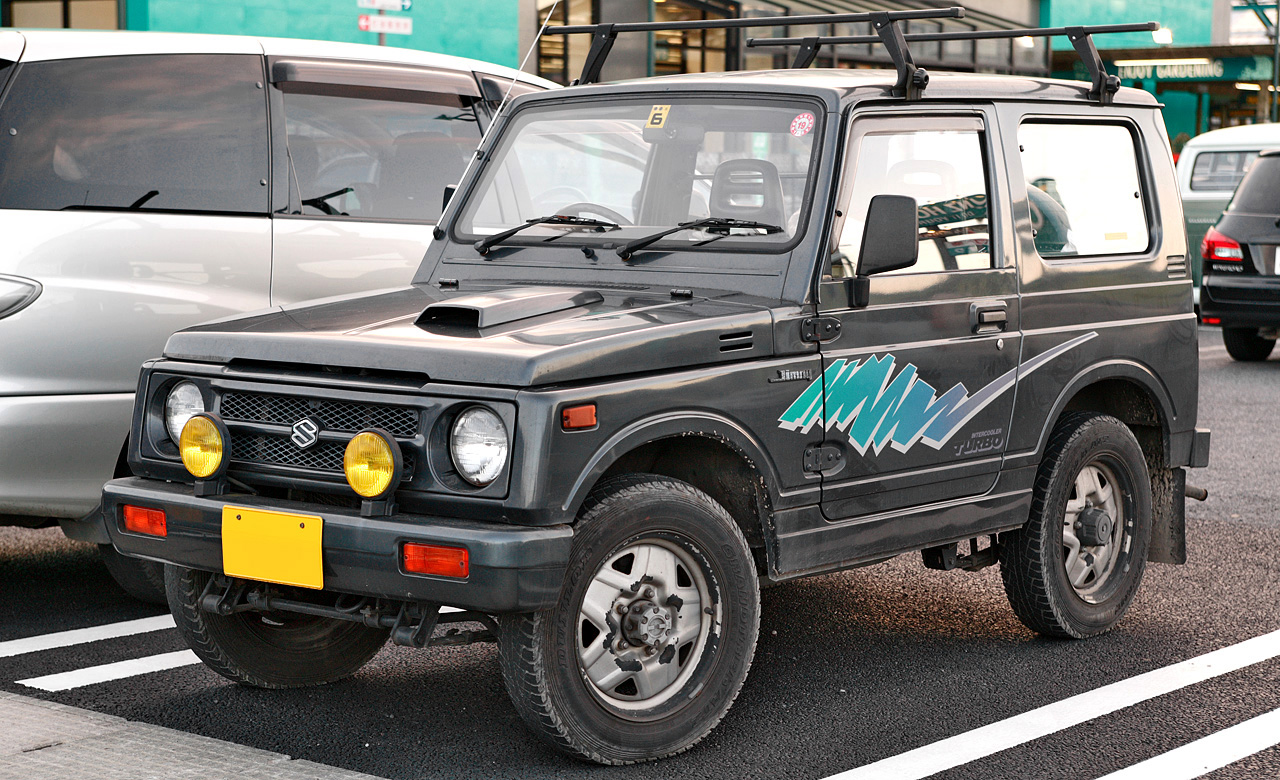
2型バンHC
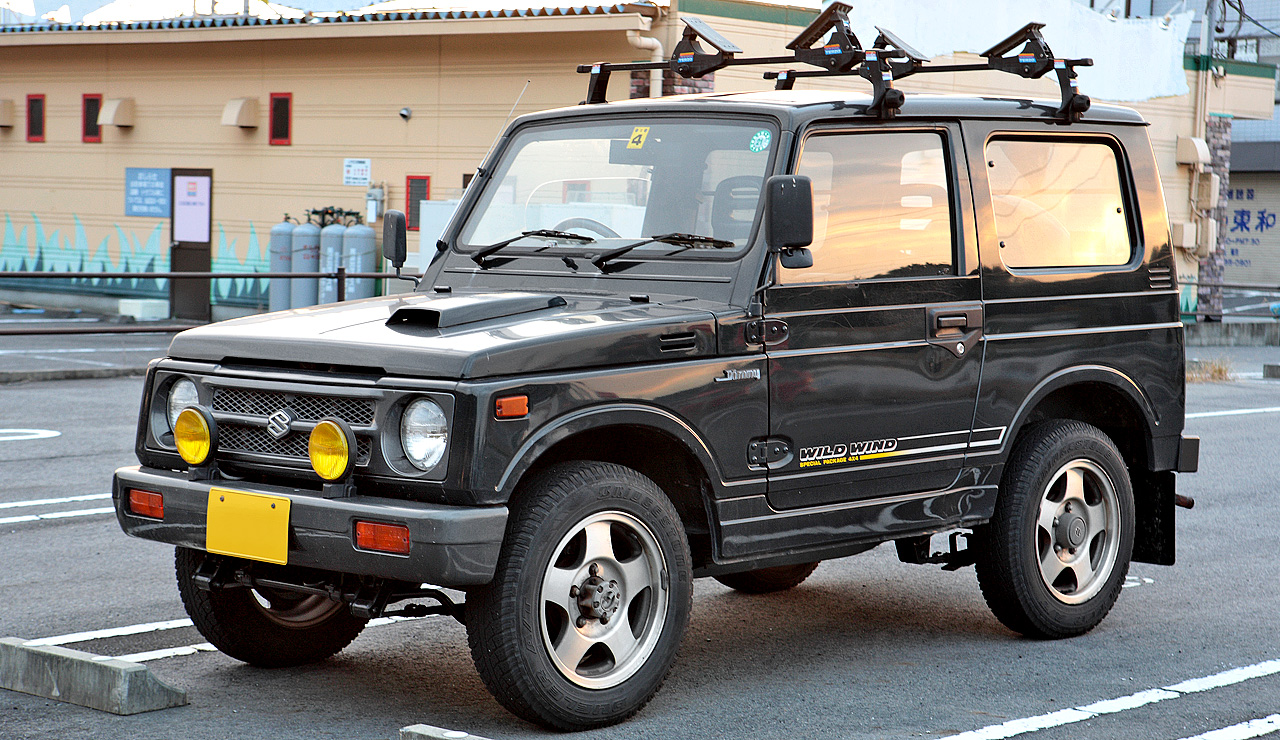
3型ワイルドウインドリミテッド
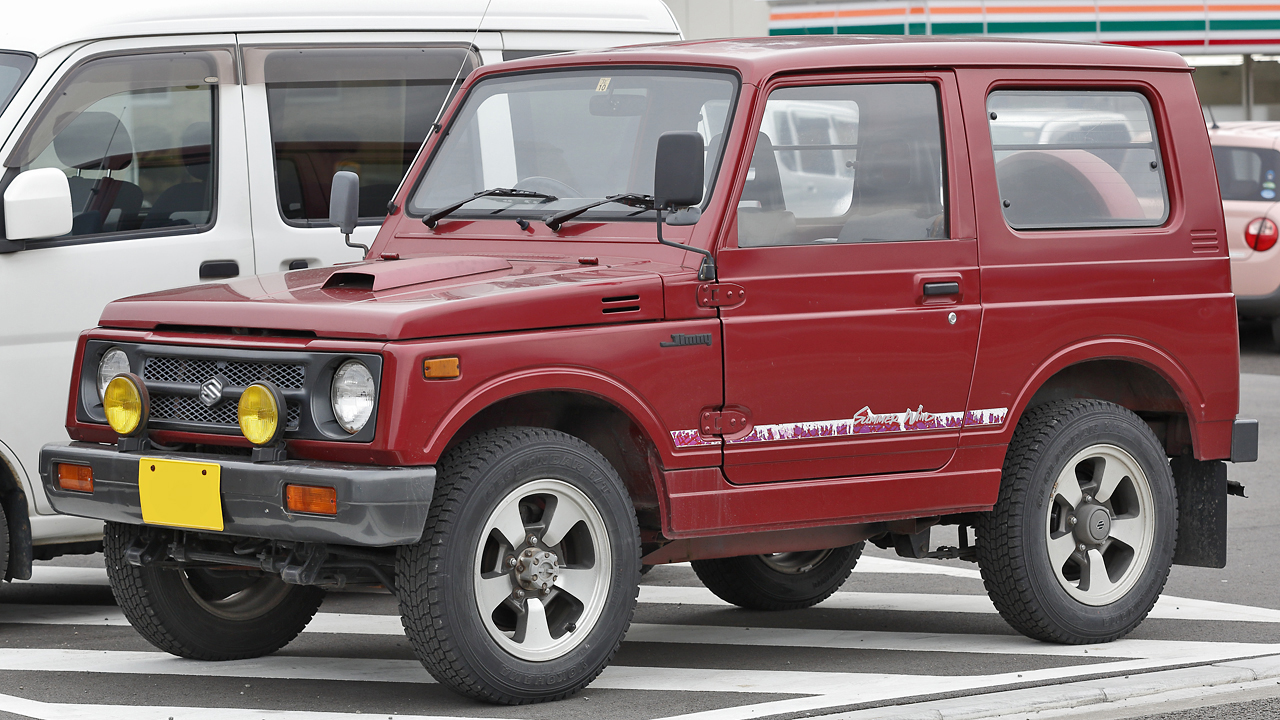
4型サマーウインドリミテッド
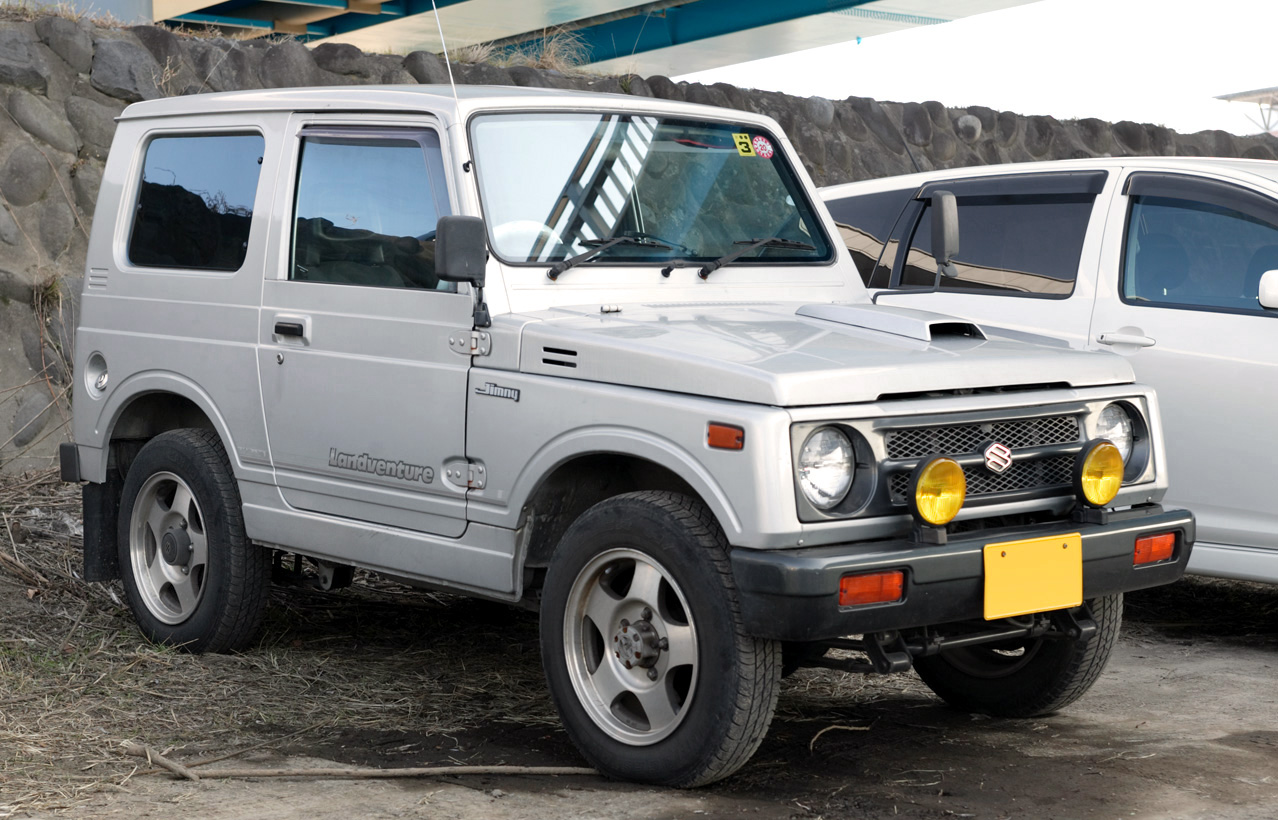
5型のパイロットモデルとなったランドベンチャー

#### JB31
1993年5月、発表。
エスクードの登場により廃止された国内用登録車（小型車）ジムニーが、JA51以降の復活となる。
日本市場への再投入で、型式は JB31 となり、トレッドのワイド化、燃料供給のインジェクション化、ギアリングの更なる高速化など、北米市場に合わせた改良がなされたサムライがベースとなっている。軽ジムニーとの差別化のため、サブネームとしてオーストラリア向けジムニーに使われていた SIERRA（シエラ）が追加された。
サムライのマイナーチェンジで、G13A 型エンジンはわずかに1.3Lを越え、仕向け地によっては税金や保険の区分で不利益をこうむるため、排気量を1.3L未満に抑えた G13B（G13BA） 型エンジンへ変更された。
なお、JA51 までの小型登録（登録車）ジムニーは、一輪あたりの荷重（強度）の関係から、軽ジムニーのホイールの流用を防ぐため、国内仕様のみ6穴ホイールであったが、新規格の軽ジムニー用ホイールの強度が上がったことと、規制緩和でその縛りがなくなり、JB31からは再び5穴ホイールとなっている。PCDはいずれもホープスター・OM以来の139.7mmである。
1993年11月、3速AT車を設定。
1994年6月、限定車「エルク」（1,000台限定）発売。
1995年5月、「シェラデザインズリミテッド」発売。

### 2代目第4期（1995年-1998年）

#### JA12 / JA22
1995年11月発表。サイドミラーは全車、フェンダーミラーからドアミラーに変更された。
ジムニー史上初めて、サスペンションに従来のリジッドアクスル式半楕円リーフスプリング（リーフリジッド）に代わって3リンクコイルリジッドアクスル式コイルスプリング（コイルリジッド）を採用し、主にオンロード走行における操縦安定性と快適性を向上させたモデルとなった。
それまで軽モデルは貨物車（4ナンバー）のみであったが、乗用車（5ナンバー）中心のラインナップに改められた。バンHAと幌CC以外はすべて乗用グレードとなる。
JA22には、ジムニー史上初のDOHC4バルブとなるK6A 型ターボエンジンが搭載され、パワーの向上が図られた。同時に燃費や高速時の静粛性向上のため、トランスミッションのギア比は4速を同じ直結として1～4速がクロス化され、5速とトランスファーのハイギアード化も進んだ。これも乗用化が進んだ設定であり、ショートストロークで高回転型のK6Aエンジンもあり、本来の使用目的であったオフロードでは使い辛くなってしまった。そのためユーザーのニーズに合わせ、JA11と同じF6A 型SOHC2バルブターボエンジンを搭載したJA12系のうち、4ナンバーとなるバンおよび幌モデルは、従来どおりのギアリングのまま残された。なお、5ナンバーのワゴン・JA12WはJA22と同様のギア比である。
パワーステアリングは、JA22は電動式、JA12には油圧式が採用されている。（但しバンと幌は設定なし）
1997年5月、最終1型をもって軽モデルとしては JA71-3 型からの設定であったパノラミックルーフ車が廃止された。
フロントハブの動力断続に、エアロッキングハブを用いたドライブアクション4X4システムが搭載された。（切り替え操作は従来のトランスファーレバー操作に連動）外観ではフロントハブ形状と、フォグランプ（グレードによりオプション）が黄色からクリアーに変更、内装はパネルのカラーがブラックからグレーに変更されており、従来型式との識別点である。
1998年9月､生産終了。在庫対応分のみの販売となる。
1998年10月､3代目と入れ替わる形で販売終了。また、最終2型をもってLJ10から設定のあった幌車が廃止された。
2代目の販売台数は累計155万台。

#### JB32 ジムニーシエラ
JA12 / 22の登場に合わせて1300シリーズもサスペンションスプリングがコイル化された。
G13B型エンジンは4バルブ化され、出力が向上した。
すぐに特別仕様車「ELK（エルク）」が発表されたため、実際に販売された車輌はほとんどがこの仕様である。
JB31では軽モデルと左右スプリングの取付けスパンが異なっていたが（サムライの訴訟による改良）、JB32はJA12/22とコイルスプリングの位置は共通で、アクスルハウジング（ホーシング）の延長でワイドトレッド化している。広いトレッドと狭いスプリングスパンを持つため、オフロードのクローリングでの脚の伸び（接地性）が向上。
JA12/22と同じ1997年5月にモデルチェンジし、ハブの断続がエアロッキングハブとなる

## 3代目（1998年10月 - 2018年7月）

### 3代目（1998年 - 2018年）

#### JB23-1型
1998年10月13日、JB23W-1型発表。（JB23W-100059 - 125412）
軽自動車規格の改正に伴いフルモデルチェンジとなった。同時にマツダ向けにOEM供給を開始、オートザム店にAZオフロードが新たに用意された。
デザインはそれまでの箱型から丸みを帯びたものに大きく変更され、車体寸法も拡大された。乗車定員は4名で、幌やバンモデルはなく、5ナンバーワゴンのみである。ただし、用途上貨物車扱いが必須となる郵政仕様など（現：日本郵便仕様）は一般向けと別に貨物化改造され、4ナンバー登録されている。
ジムニー伝統のラダーフレームと、前後リジッドアクスルサスペンションを継承しつつも、衝撃吸収構造となったフレームやサスペンションなどはいずれも新たに設計され、オンロードでの操縦安定性と、オフロードでの走破性の向上を果たした。また、フロントのデフキャリアには、アルミ製がおごられているが、これは軽モデルのみである。
グレードは、黒バンパー（無塗装）で装備を簡略化したベーシックな「XA」、量販グレードの「XL」、最上級の「XC」の3種。それぞれに5速マニュアルトランスミッションと、4速オートマチックトランスミッションを用意し、計6車種で販売が開始された。
パワーウインドウや集中ドアロック（1型XAは非装着）、エアバッグとABS（1型はセットオプション）などの装備も、乗用車同様に装備された。

#### JB23-2型
1999年10月、2型 (JB23W-200010 - 208859) へ変更。排出ガス規制に対応するための改良のほか、エアバッグ、ABSを全車標準装備し、安全装備も充実させている。「XA」にはパワーウィンドウも装備された。ボディカラーは「アンタレスレッド」を廃止、「キプロスブルーメタリック」は「XC」専用色（「XL」の設定が廃止）となった。

#### JB23-3型
2000年4月、3型 (JB23W-210001 - 242251) になり、ABSユニットなどが変更された。
JB23W-225504以降のキーレスエントリー装備車は赤外線式から電波式リモコン（1ボタン）に変更された。2000年9月 2WD（FR）モデルの「ジムニーL」が追加された。
2001年2月、2WDモデルのさらなる差別化のため、「ジムニーL」の後継車種として、車体色、エンジンフードから独立したフロントグリル、バンパーなどが専用に設計され、15インチホイール&タイヤを装備した「ジムニーJ2」を発表した。
同年6月に仕様変更され、従来設定されていた「XA」・「XL」に替わり、新しい普及グレードである「XG」が設定された。

#### JB23-4型
2002年1月、4型になった (JB23W-310014 - 348640) 。
エンジンフードの形状が変わり、フロントグリルが分離された（J2では既に分離式を採用）。エンジンの改良、インタークーラーの大型化が行われ、中・低回転域のトルクが改善された。同時に2WDモデルのJ2が廃止された。

#### JB23-5型
2004年10月、5型となった (JB23W-400001-) 。
マイナーチェンジ。フロントグリルの意匠変更、インパネ意匠変更、トランスファーの切り替えがレバー式からスイッチ式へ変更された。同時にトランスファーの型式が変更され、Hi / Lo のステップ比（それぞれのギア比の差）が大きくされた。マニュアルトランスミッションは、オーバードライブタイプ（1：0.790）を止め、5速が直結 (1:1.000) となり、代わりにデフを1:5.375から、1:4.909へと高速化した。これによりシエラを含め、マニュアル、オートマチックの区別なく、ファイナルレシオが統一された。リアシートのダブルフォールディング式収納が廃止され、座面が左右一体の固定式になり、背もたれのみを5:5で前倒する収納方式になった。エアコン空調操作パネルは全グレードマニュアルダイヤル式に統一されプッシュ式パネルや運転席ランバーサポートは消滅した。また、「XC」専用色は「キプロスブルーメタリック」から「パールメタリックカシミールブルー」へ差し替えられた。

#### JB23-6型
2005年10月、6型になった (JB23W-500001 -) 。
ドアミラー変更およびマニュアルヘッドライトレベライザー等の装備がされた。また、「XC」専用色だった「パールメタリックカシミールブルー」が「XG」でも選択可能となった。

#### JB23-7型
2008年6月、7型になった (JB23W-600001 -) 。
シリンダーヘッドの改良で中・低回転域のトルクが改善された。エアロッキングハブコントローラと4WDコントローラが統合され、2H - 4L間の直接シフトが可能になった。空調温度調節ダイヤル変更、エンジン補機の変更など。ボディカラーは「パールメタリックカシミールブルー」を「ノクターンブルーパール」に入れ替えた。

#### JB23-8型
2010年9月、8型になった (JB23W-650001-) 。
エキゾーストフロントパイプ変更（キャタライザー）、故障診断装置追加、リアシートベルト機構の変更、シート表皮変更、ステアリング・ホイールのステッチ色をシルバーに変更、灰皿照明廃止、「XC」標準のオーディオの変更など。

#### JB23-9型
2012年5月、9型になった。
改正保安基準である「衝突時の歩行者頭部への衝撃緩和」に対応するため、エンジンフードを高くすると共に構造を変更したほか、後席シートにISOFIX対応のチャイルドシート固定用アンカーを採用するなど、一部仕様変更を実施した。
2014年3月、マツダへのOEM供給を終了した。

#### JB23-10型
2014年8月、10型になった（以前発売され、11型まで改良されたKei同様、機種記号の世代を表す数字が2桁に対応していないため、数字ではなく"T"を使用した）。
メーターやシート表皮などのデザインを変更した。特にメーターは燃料計・水温計・ATシフトインジケーターをデジタル表示化、タコメーターのレッドゾーンは久方ぶりに変更され、7,000 - 9,000回転になった。このメーター内には更にデジタルクロックを内蔵。MT車のクロック表示が若干大きくなった。
2015年8月、この月までの販売台数が累計25万8736台となった。
2018年2月、生産終了。在庫対応分のみの販売となる。2018年2月以降の届け出で装着が義務化された横滑り防止装置 (ESC) への対応が主な理由と報じられた。モデル末期にあっても、月産台数は輸出用を含め3,000 - 5,000台の人気モデルであった。長らく磐田工場で製造されてきたが、次期モデルよりラインが湖西工場へ移管された。
2018年7月、4代目と入れ替わる形で販売終了。

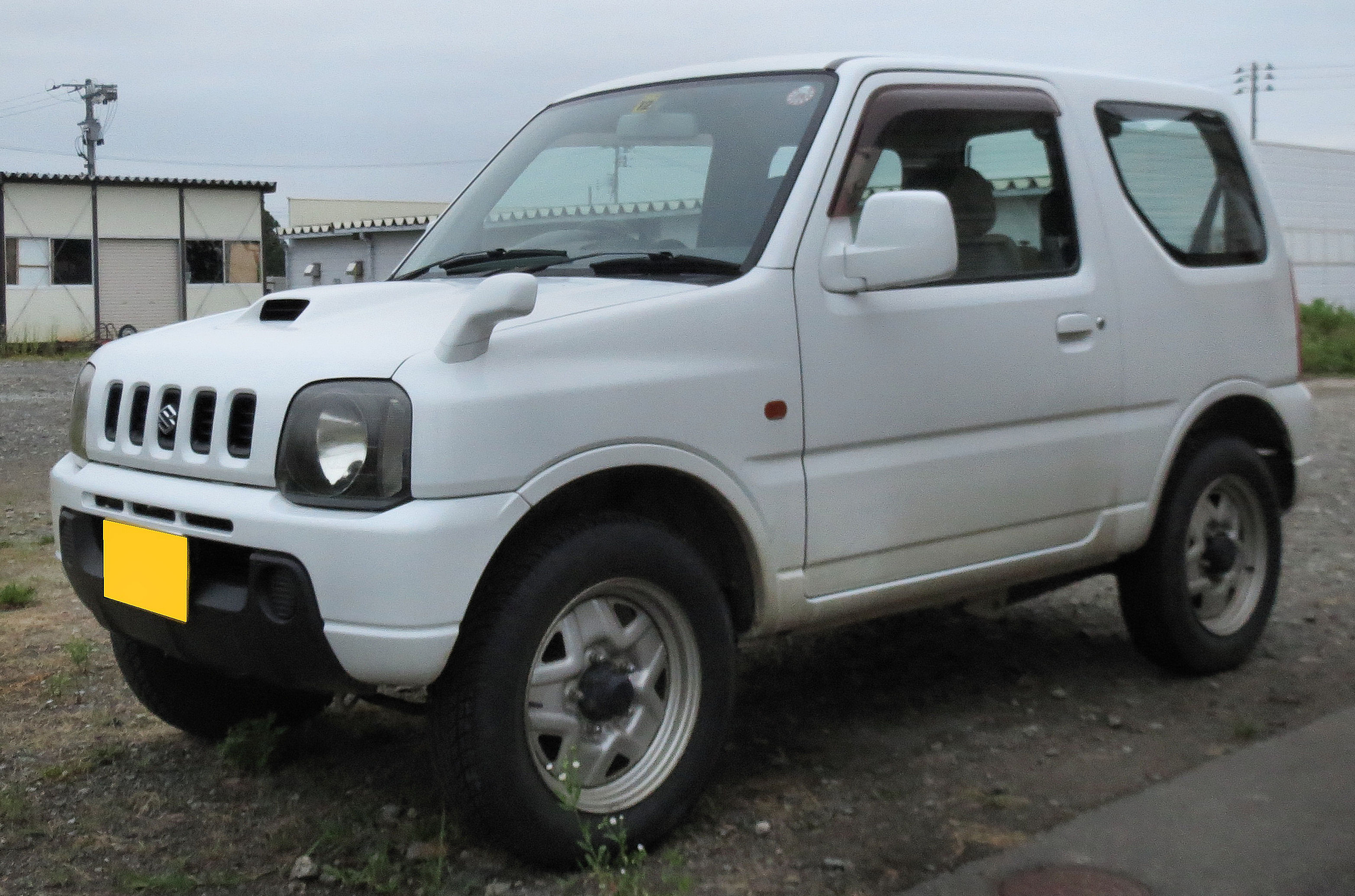
1-3型 XC
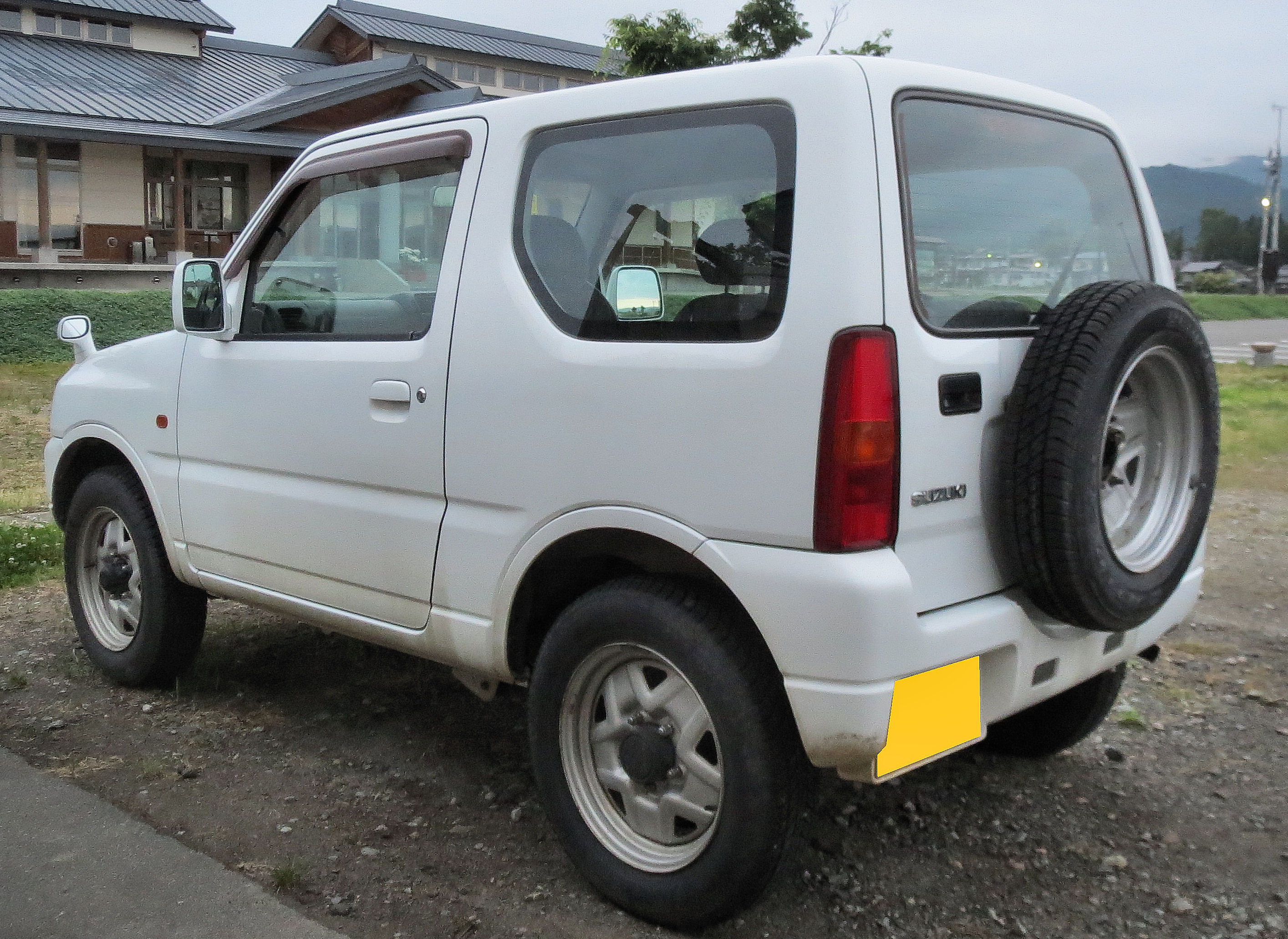
1-3型 XCリア
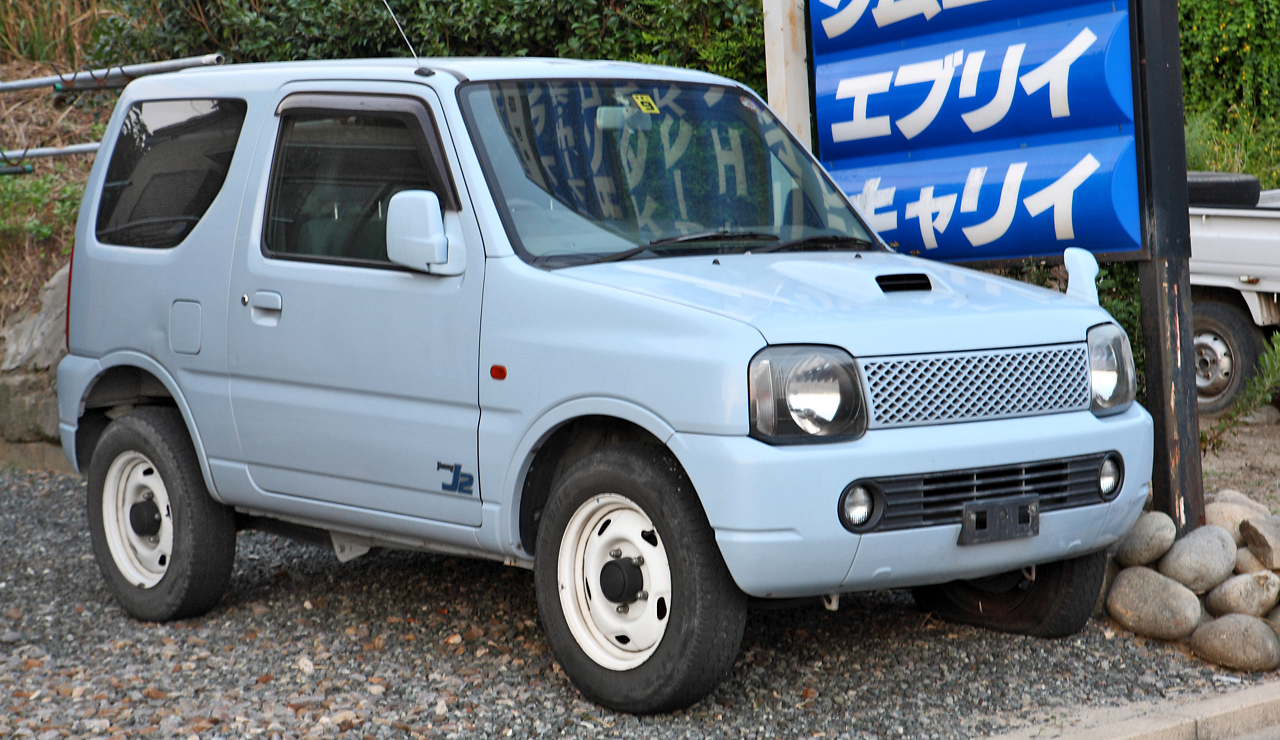
3型 J2
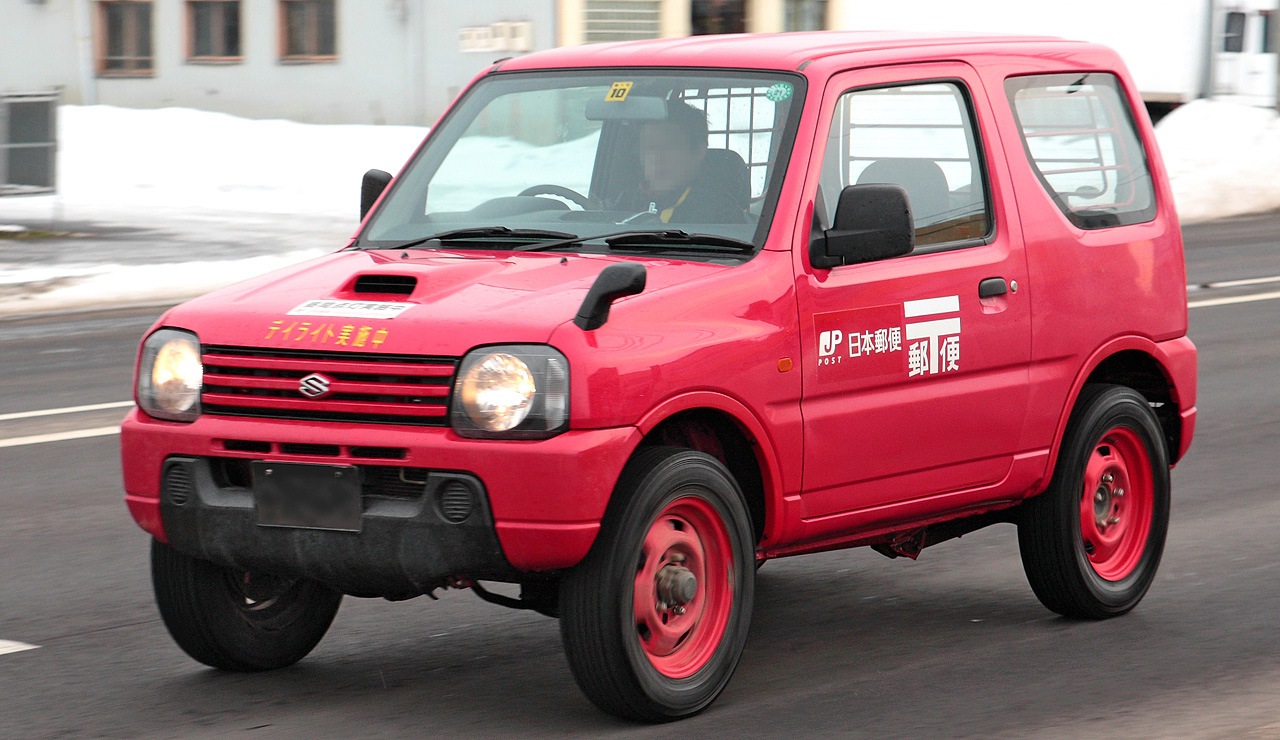
4型 日本郵便仕様

### JB23型の特別仕様車
KANSAI
1999年6月に発売されたファッションデザイナーの山本寛斎が内装・外観をプロデュースした特別仕様車。ウィローグリーン（カーキ色）とサターンブラックメタリックの2種類の専用車体色、迷彩風のシート表皮、マッドフラップ、スキッドプレート、本革巻きステアリング・ホイール、ホワイトメーター、カーボン調インパネガーニッシュなどを追加。価格は「XC」の15万円高。1型及び「XC」をベースグレードとした唯一の特別仕様車であった。
ワイルドウインド
2000年5月に発売された特別仕様車。元々はスズキ創立80周年とジムニー発売30周年を兼ねる記念車して発売されていた。
後述の「ランドベンチャー」と交互で2002年5月にも発売されたが、後述の「FISフリースタイルワールドカップリミテッド」がFISとの契約終了に伴って販売を終了したことを受け、2005年12月に3度目の発売を開始した際に冬季発売の特別仕様車の位置づけとなり、以降、2006年11月、2007年11月 、2008年11月と発売された。
FISフリースタイルワールドカップリミテッド
2000年11月に発売された、フリースタイルスキー・ワールドカップの名を冠した、FISとのタイアップによる冬季特別仕様車。以後、2002年1月、同年11月、2003年11月とスキーシーズン毎に発売された。3型（初回）、4型（2回目）、そして特別仕様車専用の6スロットグリルが設定された時期（3、4回目）にまたがっているため、フロントグリルは3形状4種類に分かれている。スズキは2000/2001から2002/2003まで、同大会の冠スポンサーであり、Keiとエスクードにも同名の特別仕様車が設定された。
ボディカラーはキプロスブルーメタリックとメーカーオプションのパールホワイト（2万円高）で、どちらも前後バンパー、ホイールアーチモール、サイドアンダーガーニッシュ（サイドシルモール）はシルキーシルバーメタリックとした。特別装備は、シルバー塗装のルーフレール、本革巻ステアリングホイール、FISロゴ入り専用シート表皮、トレイ形状のフロントフロアマットなど。
ランドベンチャー
2001年5月に発売された特別仕様車。初期モデルはサイドアンダーガーニッシュとバンパーをクールベージュメタリックとすることでスタイリッシュな2トーンカラーの外観で発売されていた。
前述の「ワイルドウインド」と交互で2003年5月に発売したが、春季発売の特別仕様車の位置づけになり、以降、2004年5月、2005年5月、2006年6月、2007年6月、2008年6月、2009年6月と7年にわたり毎年発売された。
そして、ブランクを経て、2014年8月に通算9期目モデルとして発売。今回は前席のシート表皮（背もたれ・座面）にセーレンが開発した夏は熱くなりにくく、冬は冷たく感じにくい素材「クオーレモジュレ」を採用した。
X-Adventure（クロスアドベンチャー）
2010年4月に発売された特別仕様車。この名称はサロモンがヨーロッパで開催しているマウンテンバイクやカヌーなど複数の競技を数日間かけて行うアドベンチャーレースの名称である。元々はジムニー誕生40周年記念車として発売されていた。特別装備を備えた「X-Adventure XC」に加え、5MT車には装備内容を簡素化して機能性を追求した「X-Adventure XA」も発売された（「X-Adventure XA」は600台限定販売）。
2012年5月には前席のシート表皮（背もたれと座面）に撥水・透湿・消臭機能を持つアキレスの「カブロンソフト」を採用するなど、新仕様で再発売された。

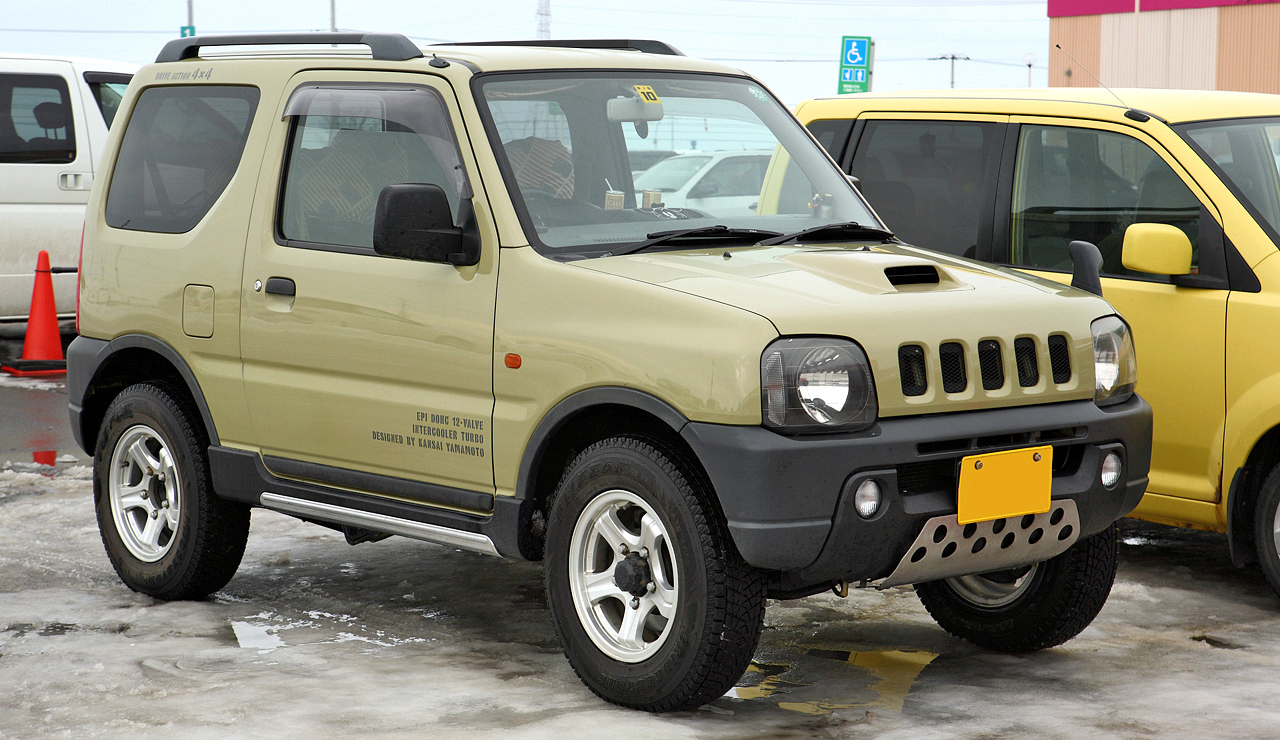
KANSAI
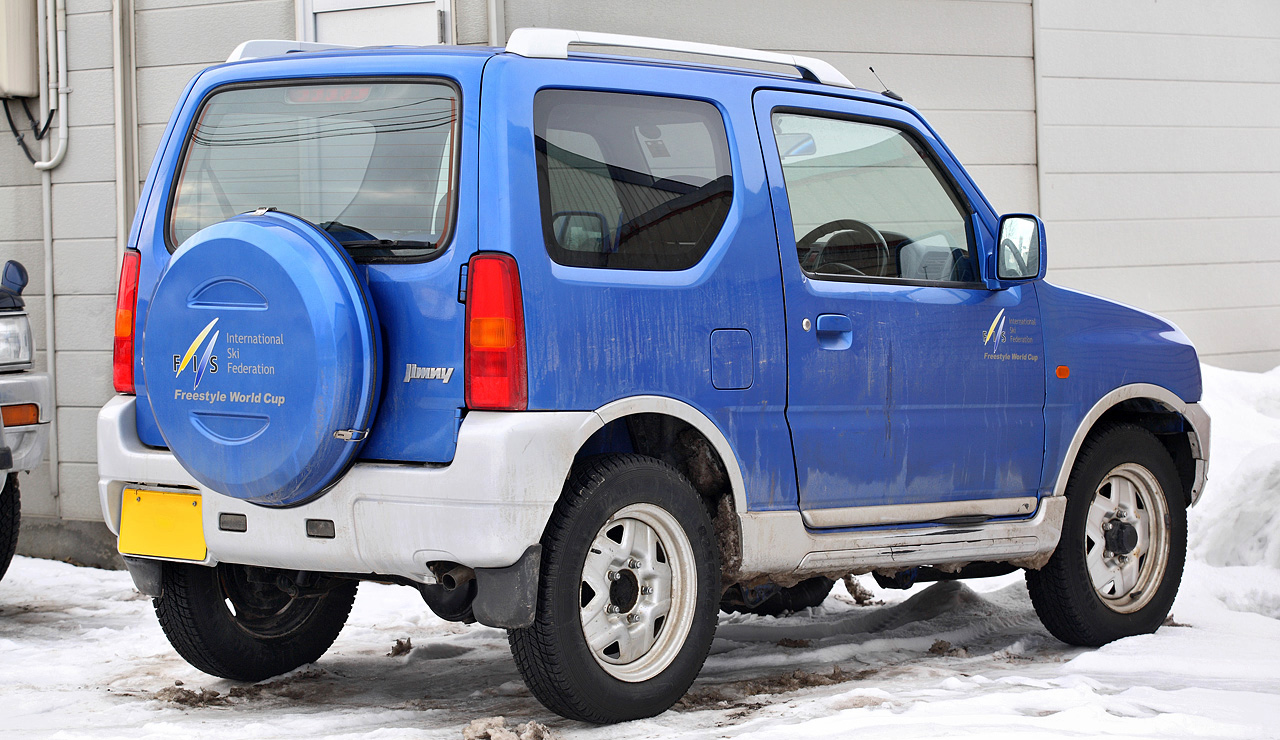
FISフリースタイルワールドカップリミテッド
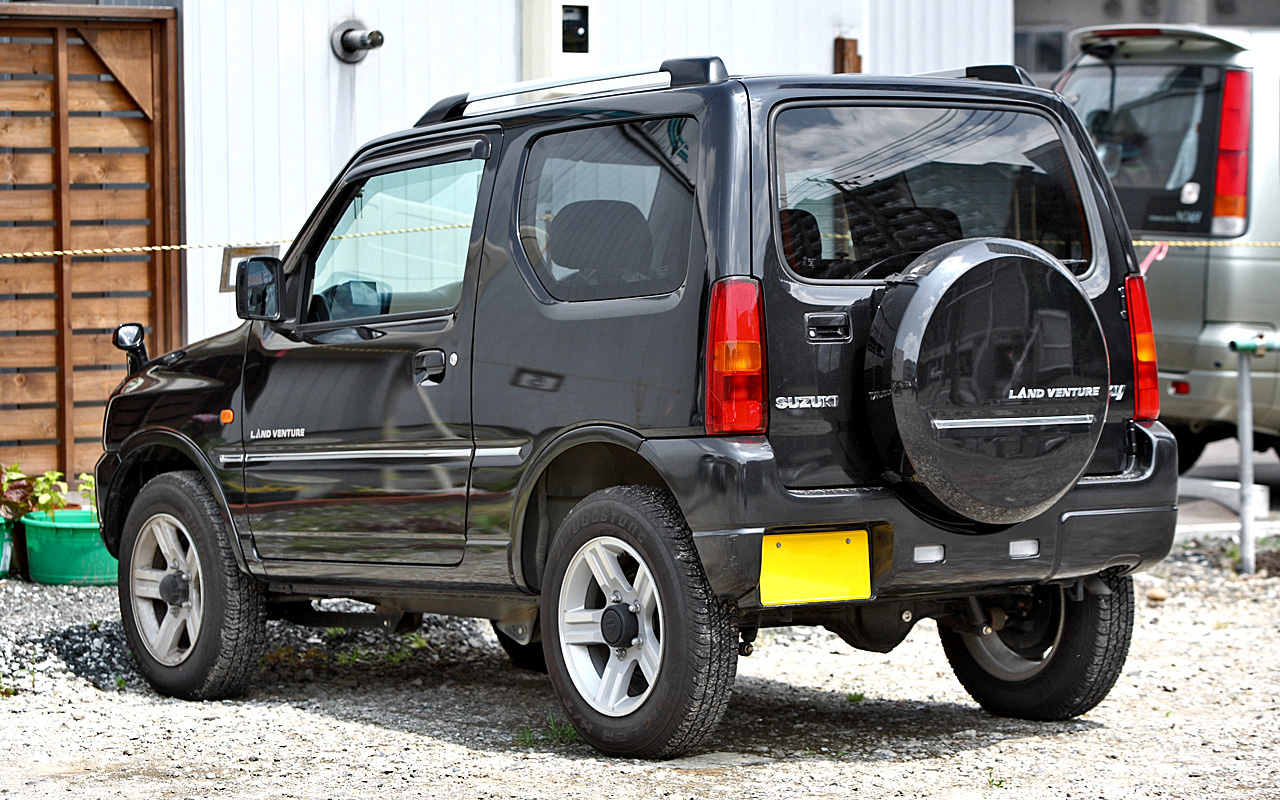
ランドベンチャー
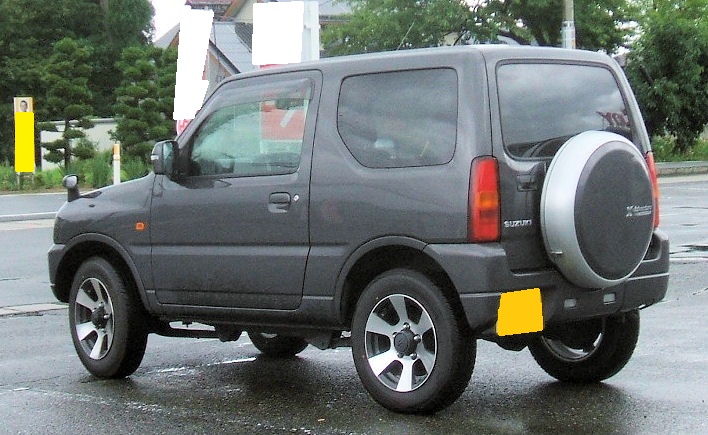
クロスアドベンチャー
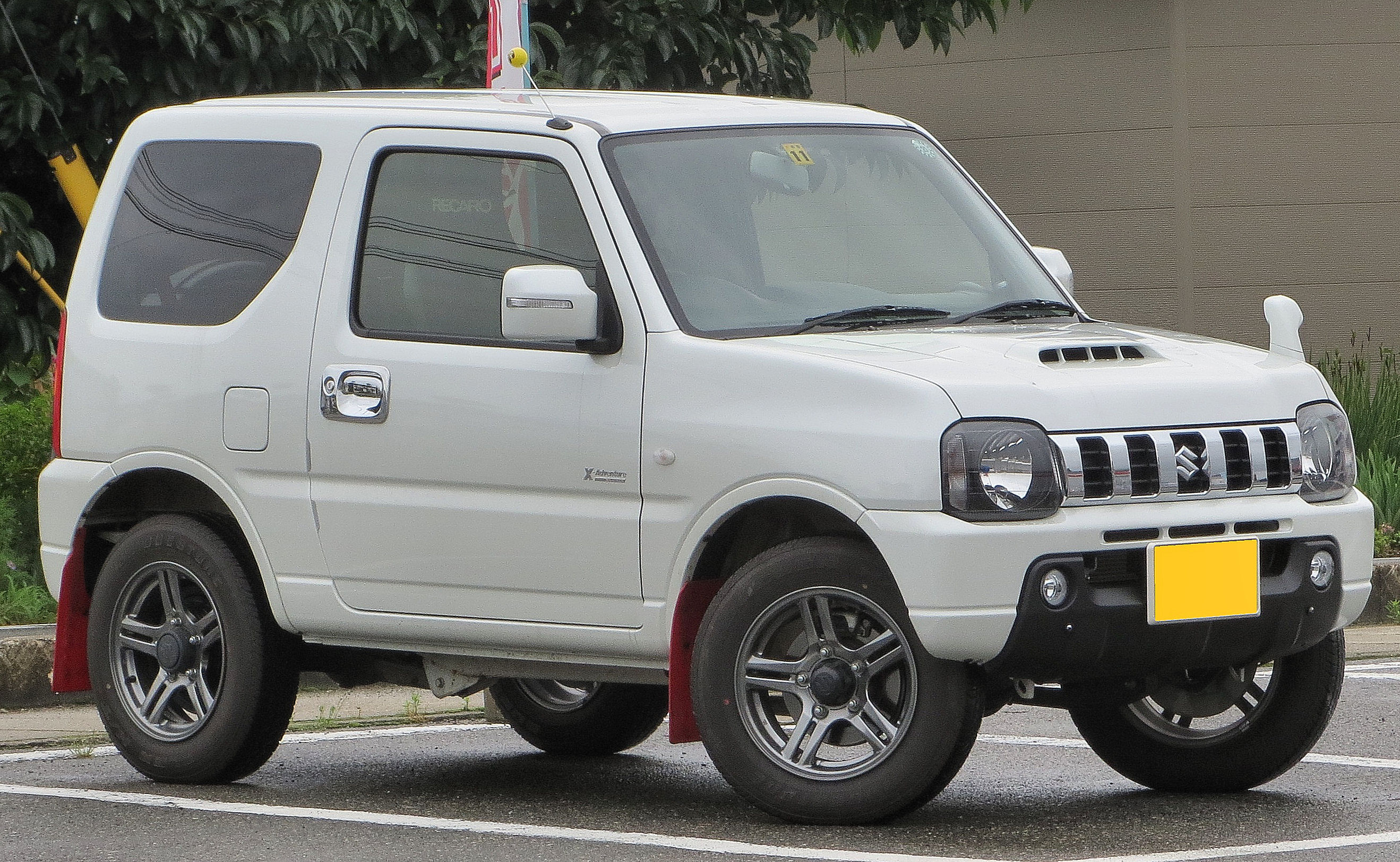
クロスアドベンチャー 9型
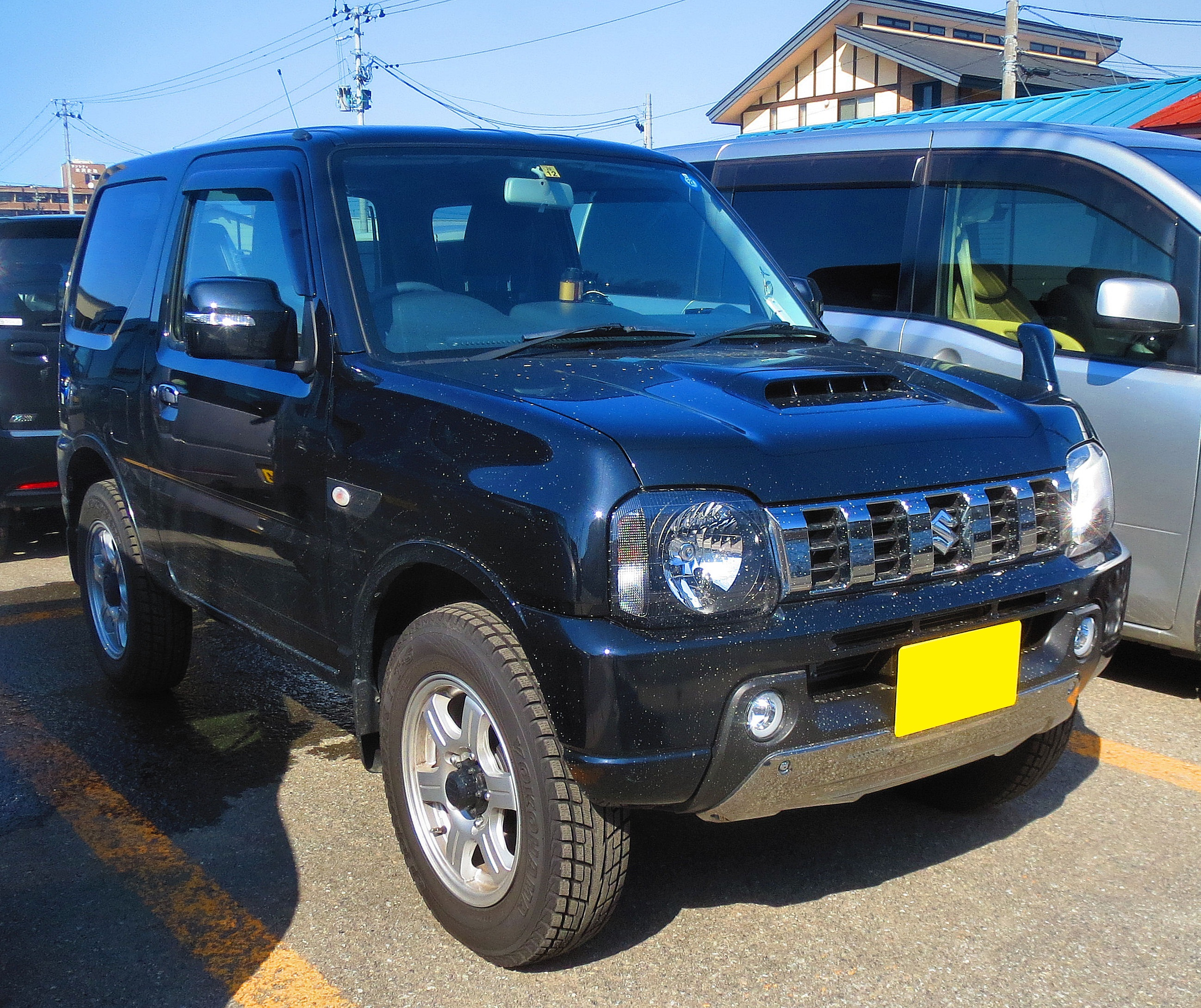
ランドベンチャー 10型

### JB33 ジムニーワイド

#### 1998年1月 JB33W-1型 JB33-100001-
軽規格変更が施行される10月まで発表を待ったJB23型に対し、これに先行して発表された。
外見上の特徴はワイドトレッド用のホーシングと、オーバーフェンダーで、これを外すと新規格軽に合致するように設計された。ただし内部にも相違があり、軽ジムニーとは異なりフロントのデフキャリアは一般的な鋳鉄製である。
エンジンはJB32のG13B型を踏襲しているが、点火方式をディストリビューター+フルトランジスタから、ディストリビューターなしの同時点火（2コイルプラグヘッドコイル）にした他、カムプロフィールが多少異なる。
4速AT車はロックアップ機構を持ちJB23用4速ATとは異なる。
また、「JZリミテッド」という特別仕様車が存在する。

#### 1998年7月 JB33-11562-
タイロッドエンド形状を変更。一部のアルミホイールが装着できない状況を改善。
1999年10月、グッドデザイン賞受賞。「JM」を廃止し、上級グレードの「JZ」のみになった。また、ボディカラーも整理され、「スペリアホワイト」と「シルキーシルバーメタリック」の2色のみとなった。最終JB33-116353。

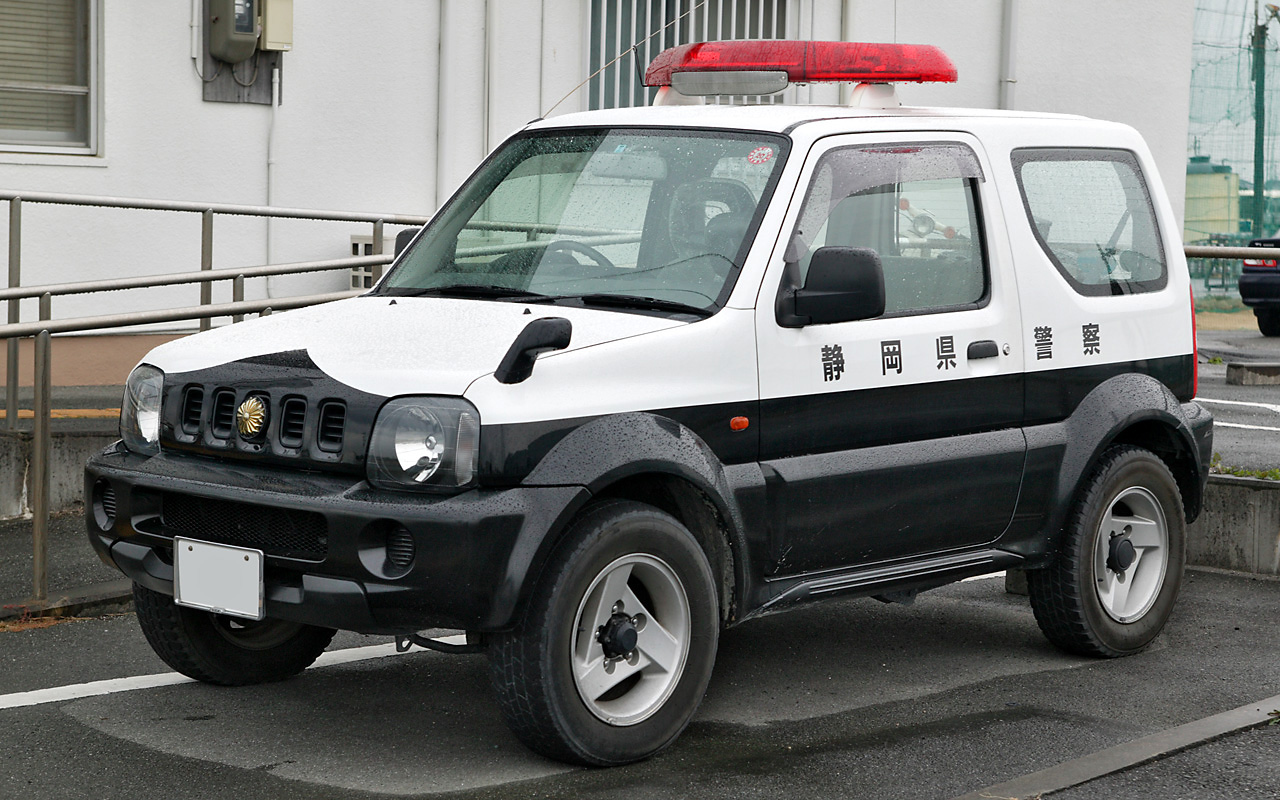
パトカー仕様

### JB43 ジムニーシエラ

#### 2000年4月 JB43W-2型 JB43W-100001-
（当初から1型は存在しない。エンジン変更をマイナーチェンジととらえた特殊な表記である）
グレード表記が変更され「JZ」を「ベースグレード」へと改称。以後は特別仕様車でバリエーションを補う形態となった。
エンジンが新開発のM13A 型へ変更され、「シルキーシルバーメタリック」との2トーンカラーが設定されたJB43Wは、当初、ジムニーワイドの名称のまま販売された。

#### 2002年1月 JB43W-3型 JB43W-110001-
「ジムニーシエラ」に改名。日本国内でのシエラの名は、1998年1月にJB32W の販売を終了して以来の復活であった。

#### 2004年10月 JB43W-4型 JB43W-200001-
JB23とともに4型になり、インパネ意匠やトランスファー切り替えがレバー式からスイッチ式に変更された。

#### 2005年11月 JB43W-5型 JB43W-300001-
ドアミラー変更およびマニュアルヘッドランプレベライザー等の装備が追加された。
2006年1月、ルーフキャリア、撥水素材の内装トリムなど、アウトドアライフ向け装備を充実させた特別仕様車「ワイルドウィンド」を発表。2006年4月までの期間限定生産であった。2006年11月、2007年11月にも発売された。
2006年6月、茶系の本革シートを採用した特別仕様車「ランドベンチャー」を発表。2007年6月にも発売された。
2007年からの特別仕様車は、2006年からの輸出モデル同様のフロントバンパーが装備された。
JB33 および3型までのJB43 型は、JB23 と異なる遮光傘内蔵のヘッドランプを採用した。JB43-3 型からは JB23 とヘッドランプが共用になったが、日本国外用は依然遮光傘を採用した。

#### 2008年6月 JB43W-6型 JB43W-400001-
JB23-7型の変更に準拠した空調パネルの小変更およびドライブアクション4×4システムを搭載し（4WDコントローラとエアロッキングハブコントローラを統合）2H - 4L間の直接シフトが可能になった。スペアタイヤハーフカバーが標準装備になった。
特別仕様車として2008年6月、2009年6月「ランドベンチャー」、2008年11月、「ワイルドウインド」、2010年4月9日、誕生40年記念車、X-Adventure（クロスアドベンチャー）を発表。

#### 2010年9月 JB43W-7型
法改正に伴い車載故障診断装置を搭載。

#### 2012年5月 JB43W-8型  JB43W-560001-
改正保安基準である「衝突時の歩行者頭部への衝撃緩和」に対応するため、フロントフードの高さや構造を変更し、フロントバンパーのデザインを変更。また後席シートにISOFIX対応のチャイルドシート固定用アンカーを採用するなど、一部仕様変更を実施。特別仕様車クロスアドベンチャー発売。

#### 2014年8月 JB43W-9型
ジムニー同様にメーターやシート表皮などのデザインを変更すると同時に、横滑り防止装置&トラクションコントロールを新たに標準装備した。併せて、特別仕様車「ランドベンチャー」を発売。
2018年2月、生産終了。在庫対応分のみの販売となる。
2018年7月、4代目と入れ替わる形で販売終了。初代ジムニーシエラ、ジムニーワイド、2代目ジムニーシエラの総販売台数は約4万8000台

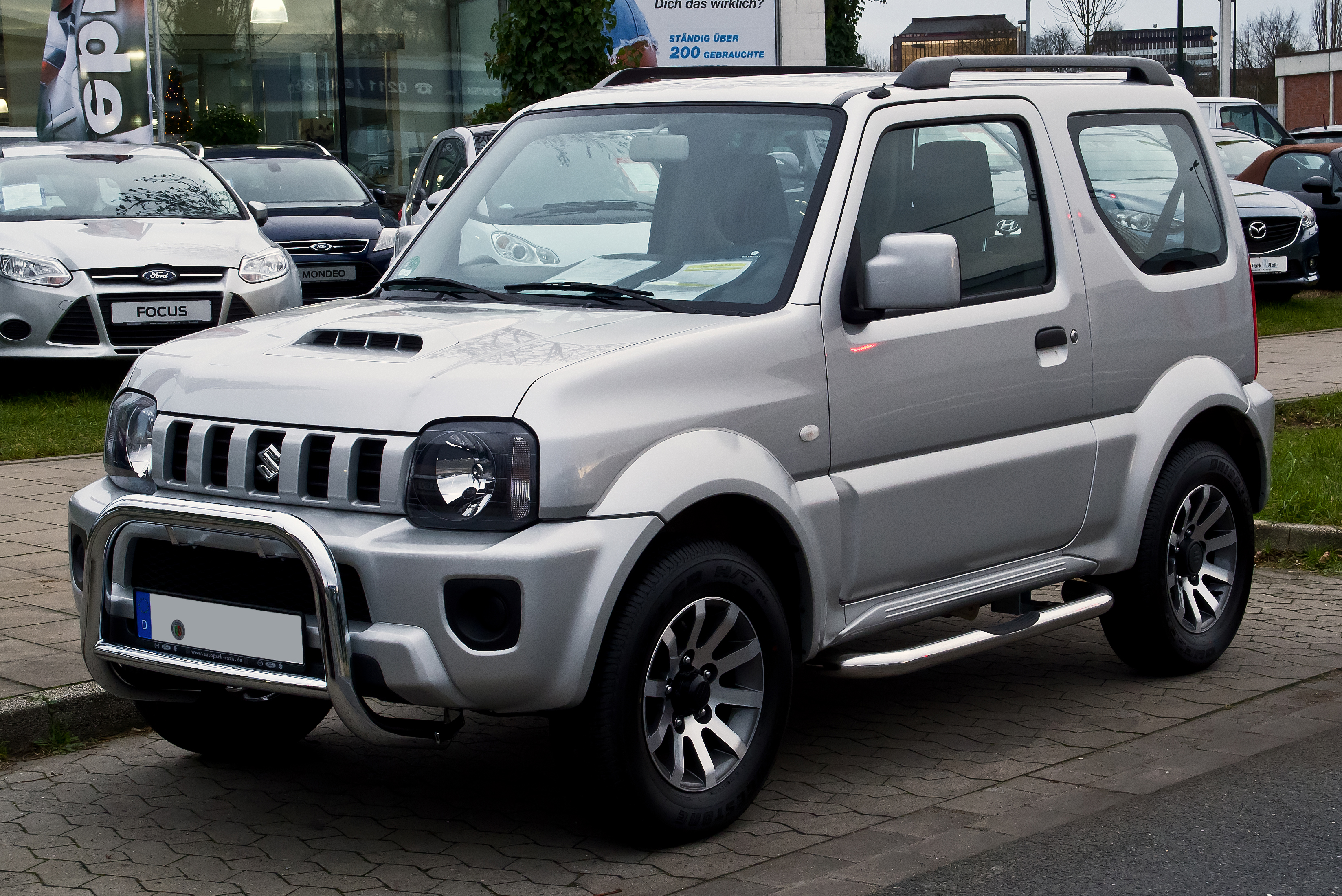
2012年5月からのモデル（欧州仕様）
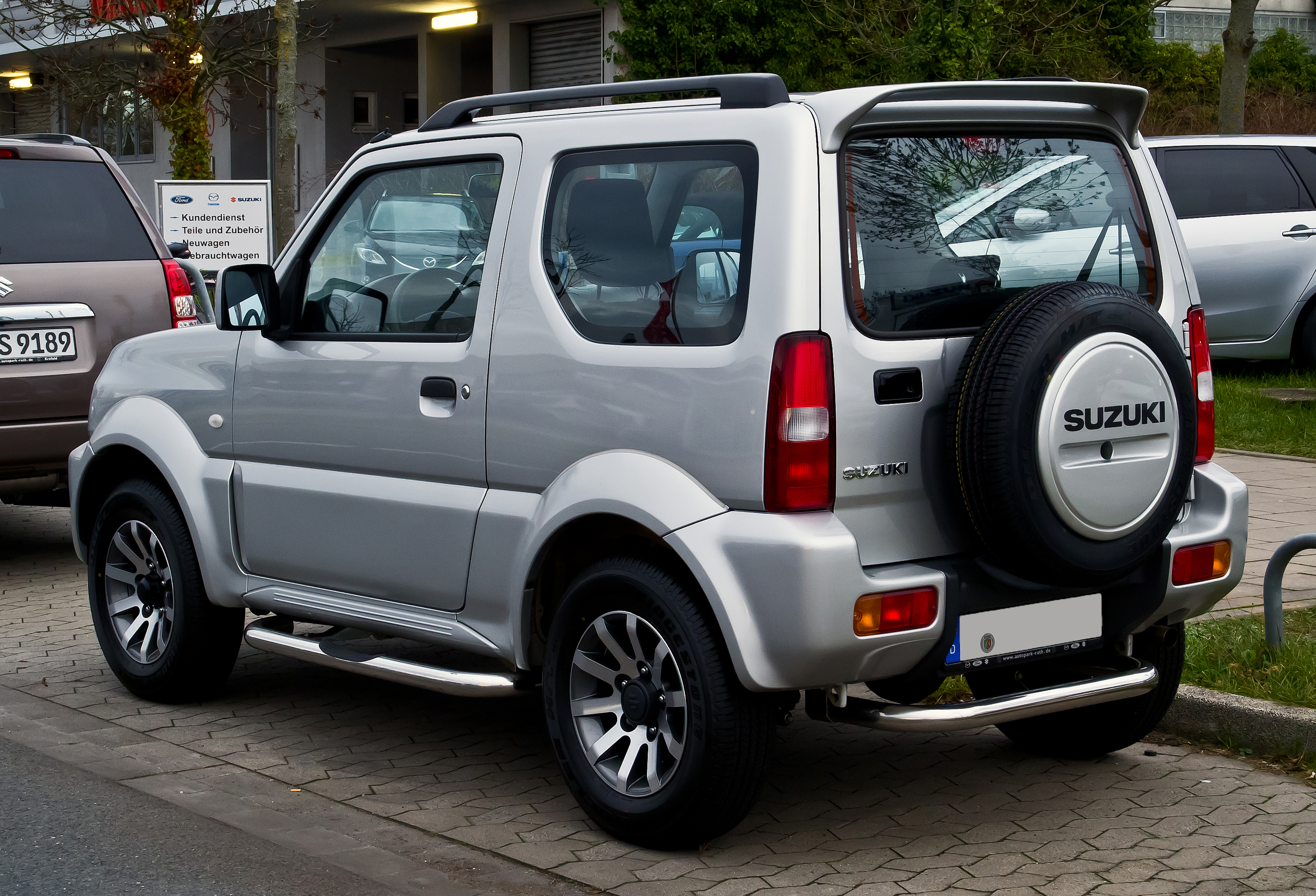
2012年5月からのモデル （欧州仕様・リヤ）

## 4代目（2018年-）
2018年6月18日にティザーサイトが公開され、発売日と概要などが公表された。同年7月5日に正式にフルモデルチェンジを発表・発売が開始された。今回はジムニー・ジムニーシエラ同時にフルモデルチェンジとなる。 なお、この4代目モデルはマツダへのOEM供給は行われず、「AZオフロード」は初代モデルで廃止となった。
また、スズキ車では初めて、燃料消費率がWLTCモードに対応している。
2018年10月3日には、2018年度グッドデザイン賞において、特に優れたデザインに与えられる「グッドデザイン・ベスト100」に選出され、同年10月31日にスズキでは初となるグッドデザイン金賞（経済産業大臣賞）を受賞した。
2018年9月19日にユーロNCAPが発表した衝突安全試験の結果によると獲得した星は三つ評価となった。
2019年4月17日、ワールドカーオブザイヤー（WCOTY）主催団体は、米国で開幕したニューヨークモーターショー2019において、「2019ワールドアーバンカーオブザイヤー」を新型スズキ『ジムニー』（Suzuki Jimny）に授与すると発表した。世界カーオブザイヤーワールドアーバンカー賞を日本車が受賞する事は史上初となる。
2022年9月8日、納期は ジムニー1年半 シエラ1年〜2年 近年は急激に納期は短縮したものの、社会情勢の変化や半導体不足などで納期は再び伸びている。
2024年には、欧州市場におけるガソリン車の生産終了を象徴する特別仕様車「又（マタ）」がイタリアで発表された。11月30日から150台限定で、イタリア市場で販売する。
2025年1月には日本国内で小型車規格の5ドアモデルジムニーノマドの追加が発表され、バリエーションが3種類となった。

### JB64W型
3代目から継承されたラダーフレーム構造には、Xメンバーと前後にクロスメンバーが追加されたほか、車体とラダーフレームをつなぐボディーマウントゴムが大型化された。また、ヒルホールドコントロールと下り坂でのブレーキ自動制御機能であるヒルディセントコントロールが標準装備され、ステアリングダンパーが追加された。エンジンはジムニー史上初の専用チューニングが施されたR06A型ターボエンジンが搭載され、4WD機構は先代JB23-4型以来となる機械式の副変速機付に戻された。
3代目ではボディ剛性確保の目的でリアウインドウの前方側下が一部斜めに切り取られていたため後方視界が犠牲になっていたが、4代目では完全な四角形となった。
安全装備では、単眼カメラ+赤外線レーザーレーダー方式の衝突被害軽減ブレーキ「デュアルセンサーブレーキサポート」をはじめ、誤発進抑制機能（4速ATのみ）、車線逸脱警報機能、ふらつき警報機能、ハイビームアシスト、先行車発進お知らせ機能、標識認識機能が採用された（グレードにより、標準装備又は「スズキ セーフティ サポート」としてメーカーオプション設定）。ジムニーの標識認識機能は車両進入禁止に加え、はみ出し通行禁止や最高速度にも対応した改良型となる。さらに、エアバッグは運転席・助手席に加え、フロントシートサイドとカーテンが加わって6つとなった。
外観は2代目に近いスクエア形状のボディとなったほか、丸形のヘッドランプは初代や2代目から、同じく丸型で独立配置されたターンランプ（ウィンカー）は初代から、5スロットグリルは3代目（3型まで）からと、歴代モデルのデザインが採り入れられている。また、純正アクセサリーに用意されているダークグレーメタリック塗装のフロントグリルは2代目・第2期の「ジムニー1300（JA51型）」のデザインがベースとなっており、通常の「Sマーク」ではなく、「SUZUKI」ロゴとなる。
ボディカラーが大幅に拡充されており、3代目から「シルキーシルバーメタリック」と「スペリアホワイト」の2色が踏襲され、青系は「ノクターンブルーパール」から「ブリスクブルーメタリック」に差し替えられた。さらに、他の車種で既採用済みの「シフォンアイボリーメタリック」「ミディアムグレー」「ブルーイッシュブラックパール3」「ピュアホワイトパール（オプションカラー）」、新規色となる「キネティックイエロー」と「ジャングルグリーン」を加えた9色となった。新規色は森林組合や狩猟関係者の意見を反映し選定された。さらに、2トーンルーフが新設定され、ブラック2トーンルーフが3色用意されるほか、「キネティックイエロー」には、ルーフに加えてボンネットとAピラーもブラックとしたブラックトップ2トーンが受注生産で設定される。
グレード体系は3代目から踏襲され、普及仕様「XG」と上級仕様「XC」に加え、3代目の3型まで設定されていた量販仕様の「XL」が約17年ぶりに復活し、3グレード展開となった。なお、「XG」はモノトーンカラー4色のみの設定、ブラック2トーンルーフとブラックトップ2トーンは「XC」のみの設定となる。また、白系色はグレードによって異なり、「XG」と「XL」は「スペリアホワイト」、「XC」は「ピュアホワイトパール」となる。

### JB64W-2型
2021年9月16日にジムニーシエラと共に一部仕様変更を発表、2型となった（10月20日発売）。
オートライトシステムとライト自動消灯システムが「スズキ セーフティ サポート」から切り離され全車に標準装備されたほか、4AT車には2WD走行の停車時に作動するアイドリングストップシステムを搭載し、燃料消費率を向上。スペアタイヤロアカバーが追加された。

### JB64W-3型
2022年6月20日にジムニーシエラと共に一部仕様変更を発表、3型となった（7月20日発売）。
停車時アイドリングストップシステムを5MT車にも拡大して標準装備され、それに伴って一部のインパネスイッチのレイアウト等を変更。5MT車の停車時アイドリングストップシステムはシフト位置をN（ニュートラル）に戻し、クラッチペダルから足を離すことでエンジンを自動停止する。これにより、燃料消費率が向上された。それ以外にも、「XG」と「XL」は従来メーカーオプション設定だった「スズキ セーフティ サポート」の装備品全てが標準装備化された。

### JB64W-4型
2024年2月19日にジムニーシエラと共に一部仕様変更を発表、4型となった（4月11日発売）。
法規対応に伴ってリアバンパー内のコンビネーションランプの下にパーキングセンサーが追加装備された。また、今回の仕様変更や原材料価格の高騰などに伴って車両本体価格や一部のメーカーオプション価格が改定され、車両本体価格はグレードやトランスミッションの種類を問わず一律99,000円（10%の消費税込）値上げ、メーカーオプションは「XC」に設定されているピュアホワイトパールとブラック2トーンルーフはそれぞれ5,500円、同じく「XC」に設定されているブラックトップ2トーンルーフは11,000円（いずれも10%の消費税込）値上げされた。

### JB74 ジムニーシエラ

#### JB74W型
ジムニーシエラも同様にエンジンが換装されたが、排気量がアップされ、同社の海外専売車種の2代目エルティガに先行搭載された出力・トルク共に向上が図られた1.5Lの直列4気筒DOHC16バルブのK15B型となった。2代目から全長を50mm短くした一方、全幅を45mm拡幅された。
また、ジムニーシエラ特有の特徴として、材料着色樹脂製のオーバーフェンダーとサイドアンダーガーニッシュが追加で装備されている。
グレード体系が細分化され、標準仕様の「JL」と上級仕様の「JC」の2グレード体系となった。ボディカラーはブラックトップ2トーンが設定されない以外はジムニーに準じており、ブラック2トーンルーフは「JC」のみの設定となる。白系色はジムニー同様グレードによって異なり、「JL」は「スペリアホワイト」、「JC」は「ピュアホワイトパール」となる。

#### JB74W-2型
2021年9月16日にジムニーと共に一部仕様変更を発表、2型となった（10月20日発売）。スペアタイヤロアカバーが追加されない点を除き、変更点はジムニーに準じる。

#### JB74W-3型
2022年6月20日にジムニーと共に一部仕様変更を発表、3型となった（7月20日発売）。変更点はジムニーに準じており、「JL」は従来メーカーオプション設定だった「スズキ セーフティ サポート」の装備品全てが標準装備化された。

#### JB74W-4型
2024年2月19日にジムニーと共に一部仕様変更を発表、4型となった（4月11日発売）。変更点はジムニーに準じており、価格改定による値上げ額もジムニーと同一（ジムニー「JC」専用設定となるブラックトップ2トーンルーフを除く）となる。

### JC74 ジムニーノマド
ジムニーノマド（Jimny Nomade）は、2025年1月30日に発表された5ドアSUVである（同年4月3日発売）。3代目ジムニーシエラのバリエーションとして登場した。グレードは「FC」のみのモノグレード展開である。
湖西工場での3ドア仕様の生産ラインを圧迫させない配慮として、後述するインド仕様の5ドア同様にマルチ・スズキ・インディアのグルガオン工場で生産する輸入車となっており、輸入後に湖西工場に送られ、PDI（納車前検査）を経てから出荷する形態が採られる。ただ、発表から5日で販売計画台数（1,200台/月）の40倍以上にあたる約5万台の注文があったとして、同年2月3日で注文を一時停止することを発表。予定されていた先行展示会やイベントでの展示が中止される事態となった。注文再開の目処はまだ経っていないが、同年5月30日にマルチ・スズキ・インディア社での現地生産を同年7月から販売計画台数の約2.75倍にあたる約3,300台/月に増産することが発表された。

#### JC74W型
全長及びホイールベースを3ドアのジムニーシエラから340mm拡大し、リアドアを追加。更に後席乗員の着座位置を後方に移動。「ラダーフレーム」は重量増加に伴う剛性確保のため新設計された。
フロントグリルはメッキ加飾付のガンメタリック塗装となるほか、ボディカラーは全てジムニーノマド専用設定となり、モノトーンはフロンクス設定色でジムニーシリーズで新規設定となるセレスティアルブルーパールメタリックをはじめ、ブルーイッシュブラックパール4、ジャングルグリーン2、アークティックホワイトパール（メーカーオプション）の4色。ブラック2トーンルーフはシズリングレッドメタリックとシフォンアイボリーメタリック2の2種が設定される。
予防安全技術「スズキ セーフティ サポート」はジムニーやジムニーシエラよりも強化され、衝突被害軽減ブレーキは夜間の歩行者検知にも対応したステレオカメラ方式の「デュアルカメラブレーキサポート」となり、標識認識機能は一時停止にも対応。4AT車は超音波センサー方式の「後退時ブレーキサポート」とアダプティブクルーズコントロールが追加され、誤発進抑制機能は後退時にも対応した。

## 日本国外輸出と現地生産

### 北米

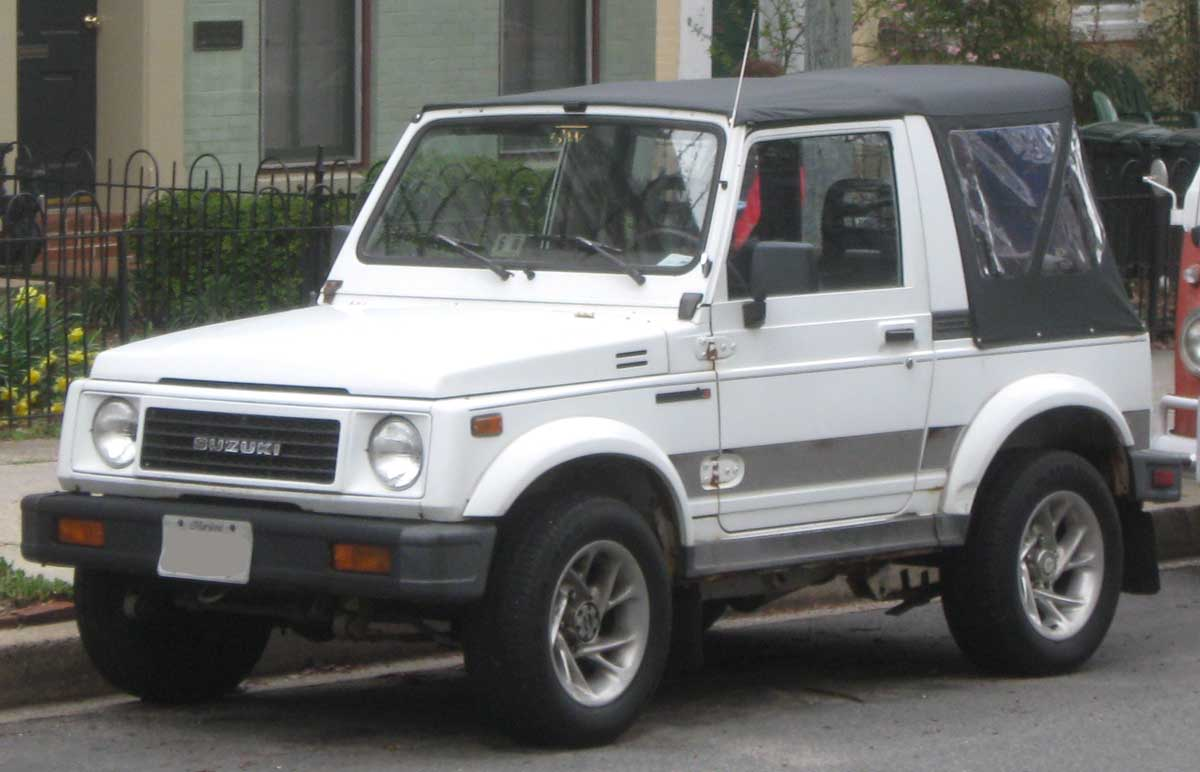
ロー&ワイド化された
サムライ

北米では1971年頃に LJ10 が「ブルート」として約2,000台輸出された後、間をあけて1985年から SJ413 ジムニー1300「サムライ」 (Suzuki SJ) が販売された（SJ410ジムニー1000はアメリカ・ハワイ州にのみ輸出されていた）。また、SJ413 ロングホイールベース仕様はその後カナダで販売されていた。
1988年6月に「サムライ」が、コンシューマー・レポートにより、横転しやすいとしてアメリカ政府にリコールを要請された。これは「Jターン」と呼ばれる急旋回テストを行なった際、タイヤをリフトさせたという実験結果に基づいたものである。さらにこのことがCBSテレビの報道番組「60 Minutes」に取り上げられたことで、購入代金返還を求める集団訴訟が起こされた。ただしこの訴訟は、事故の状況や関係者の証言から、米国家幹線道路交通安全局（National Highway Traffic Safety Administration、NHTSA）が、「すべてのサムライの事故は道路状況や無謀運転が原因」と裁定し、結果的にスズキ側の勝訴となった。
この訴訟は、当時クライスラーの会長であったリー・アイアコッカが、巨額の開発費をつぎ込んだ新型車である、ジープ・チェロキーの販売を成功させるため、ライバル車の「追い落とし」キャンペーンを仕掛け、スズキがそのスケープゴートにされたという説がある。アイアコッカは以前フォード在籍時代に自社のブロンコの拡販のため、オフロード車の代表とも言えるAMCのジープ CJ-5（en:CJ-5）を相手取り転倒訴訟の槍玉にあげた経歴も持つ。なおこの説については大日本絵画刊行のCCVムック「スズキジムニーの20年史」で取り上げられているものの、真偽は定かではない。
なお訴訟の時期においてスズキは、サムライに自動車保険を無料でつけるキャンペーンを行ない、逆に売り上げを伸ばした。この後にサムライは、ワイドトレッド化、左右スプリングの取り付け幅の拡大、ばねやダンパーレートの見直し、低ハイトタイヤの採用などにより、低重心化と操縦安定性の向上が図られた。
この保護貿易政策に対抗すべく、スズキは1986年にゼネラルモーターズ（GM）との合弁事業でカナダにCAMIオートモーティブ（カミ）を立ち上げ、1998年より初代エスクードの現地生産版である「サイドキック」の販売を開始する。それと同時に、GMが立ち上げた小型車専用ブランドの「ジオ」からもエスクードのバッジエンジニアリングモデルとなる「トラッカー」の販売が開始され、ジオ消滅後もシボレーブランドでの販売が継続されていたこともあり、JB33 / 43 相当車の北米での販売はされていない。

### 欧州
| サムライ レジントップ |  | サムライ II 1.9ターボディーゼル |
| サムライ レジントップ |  | サムライ II 1.9ターボディーゼル |

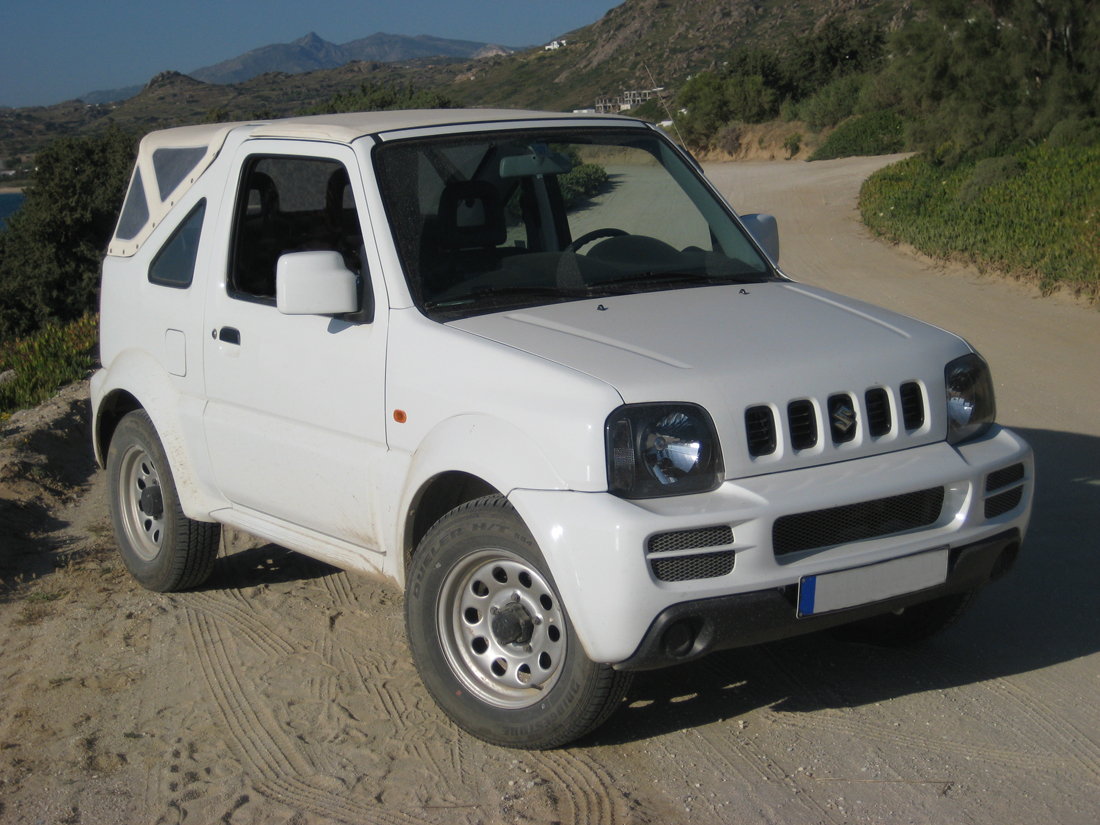
ジムニー カブリオレ

欧州では、スペインの現地法人であるサンタナ(Santana Motor)が2009年まで生産を行なっていた。
SJ410から生産を開始し、その後SJ413となり、最終的にJB33/JB43に相当する1300モデルが生産され、欧州で販売されていた。SJ413サムライからロングホイールベースが生産、販売の主体となっており、サムライIIでは他の地域では見られないサンタナ独自のフロントマスクや、渦流室式ターボディーゼルエンジンが設定されるなど、欧州独自の仕様が目立つものとなっていた。
サンタナで生産された SJ410 には、「SANTANA」の銘板が付けられた。また、F10A 型エンジンのヘッドカバーにも「SANTANA」のロゴが鋳込まれている。
JB43に当たるモデルには、2WDや、日本仕様にはないカブリオレ、ルノー製コモンレールターボディーゼルエンジン搭載車等が存在する。2006年モデルからフロントバンパー形状などが変更された。
2018年には、JB74ジムニーシエラに相当するモデルの販売が復活した。ただし、欧州では地球温暖化対策として企業単位で二酸化炭素排出規制があるため、規制の緩い商用車枠による販売となった。商用車としての荷室を確保するために乗員は2人に減、そのシートも若干前方に移動させている。2021年現在も販売は続けられているが、スズキの二酸化炭素の総排出量に影響が出る段階で終売となる見込み。

### オーストラリア

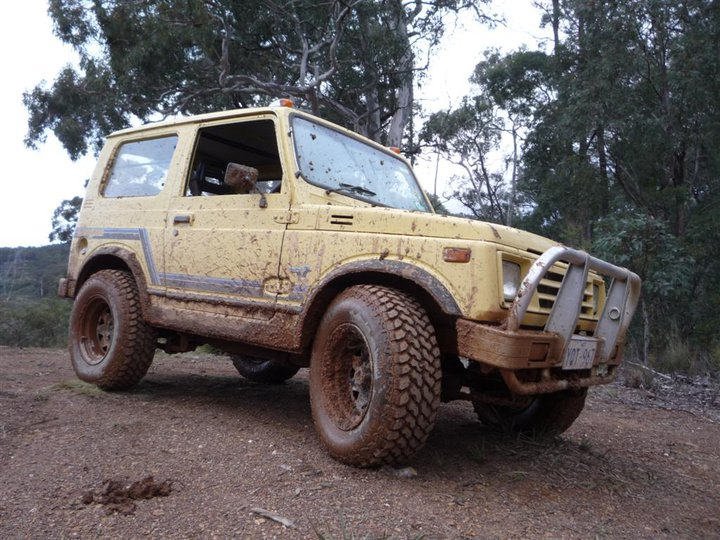
ホールデン・ドローバー

オーストラリアでは、日本で言う SJ10 に相当するモデルが LJ50 として、SJ20 に相当するモデルが LJ80 として販売された。
LJ50 および LJ80 には、現地での使用状況に合わせ、日本では販売されなかったピックアップモデルやキャブシャシ（荷台なし仕様）が設定されていた。後に販売された SJ410 および SJ413 は「SIERRA」（シエラ）という名称で販売された。ロングホイールベース車も設定され、現地メーカーによるFRPトップを装着した車両もあった。
また、GMとの提携に基づき、GMの現地ディーラーであるホールデン(Holden)に車体を供給し、「DROVER 4WD」としても販売された。スズキブランドである「SIERRA」との違いは、フロントマスクのデザインと、角形となったヘッドランプである。また、現地企業ブランドのため、税制面での優遇措置があり、「SIERRA」より安く販売されていた。
2023年1月、5ドア版のジムニーをインドに続いて世界で2番目に発表した。

### アジア

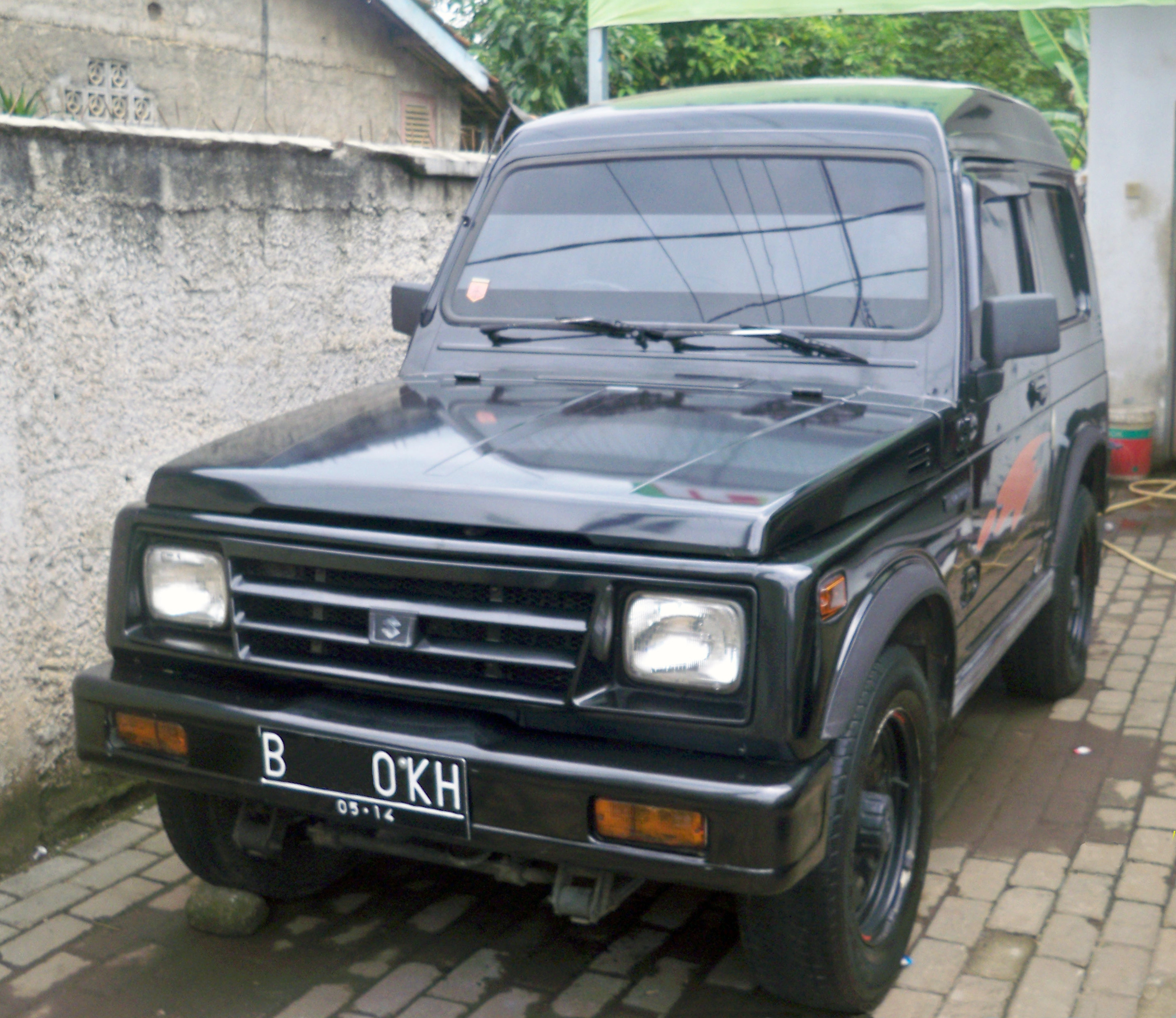
カタナ

東南アジアでは、SJ410と日本でいうJA51系統に相当する1,300ccモデル (SJ413W) が、かつてインドネシアやタイで生産されており、参考出品のかたちで東京モーターショーにも度々展示されている。
途中からはロングホイールベース車のみの生産となり、インドネシアでは「SJ410」→「SJ413」→「カタナ」、タイでは「カリビアン」の名称で販売されていた。フロントマスクは 縦スリットから JA12 / 22 のものへ、さらに角型ヘッドランプの独自のものへと変わっているが、現地の事情に合わせ、SOHC 8 バルブのエンジンと前後リーフリジッドサスペンションを踏襲している。
台湾など、アジア仕様のJB43相当車（SN413-2005モデル）搭載の M13A 型エンジンにはVVTが採用されていない。2006年モデルからは日本仕様のものとは異なるバンパーが採用されている（のちに日本仕様の特別仕様車に流用される）。なお台湾では2006年6月現在ATモデルを販売。

### インド
インドではスズキの子会社であるマルチ・スズキ・インディアがマルチ・ジプシーという名称で、最初は日本でいうSJ40系に相当するモデル (SJ410) を、後にJA51系に相当するモデル (SJ413 / 413W) を ノックダウン生産している。
日本ではピックアップ以外では販売されなかったホイールベース2,375mmのロングが中心で、2WDモデルも多く販売されているが、ピックアップは生産されていない。現在は4WD/2WDともにロングのみで、パワートレインは、G13BB型MPFI 16バルブガソリンエンジンに、5速MT+副変速機付きトランスファー（4WD）の組み合わせとなっている。現地コーチビルダーによる多くの派生ボディが存在し、4ドアワゴンも存在する。
SJ410 で鋼板の縦スリットであったフロントグリルは、SJ413 では JA11 系のものになっている。また、インドで生産した SJ410 を「Suzuki Stockman 4WD」として、オーストラリアへ輸出していた。
2021年1月20日には、日本でのジムニーシエラをジムニーとしてインドでの生産・輸出が開始された。湖西工場で生産されている輸出モデルと同一仕様をマルチ・スズキ・インディアのグルガオン工場でも新たに生産を開始するもので、中南米・中東・アフリカ等を仕向け地とする輸出専用モデルとなる。
2023年1月11日には、新たにリアドアを設け、後席に専用リアシートや内装を採用したジムニー5ドアが発表された。販売開始は2023年度からで、アフリカや中南米にも輸出される予定であることも発表された。

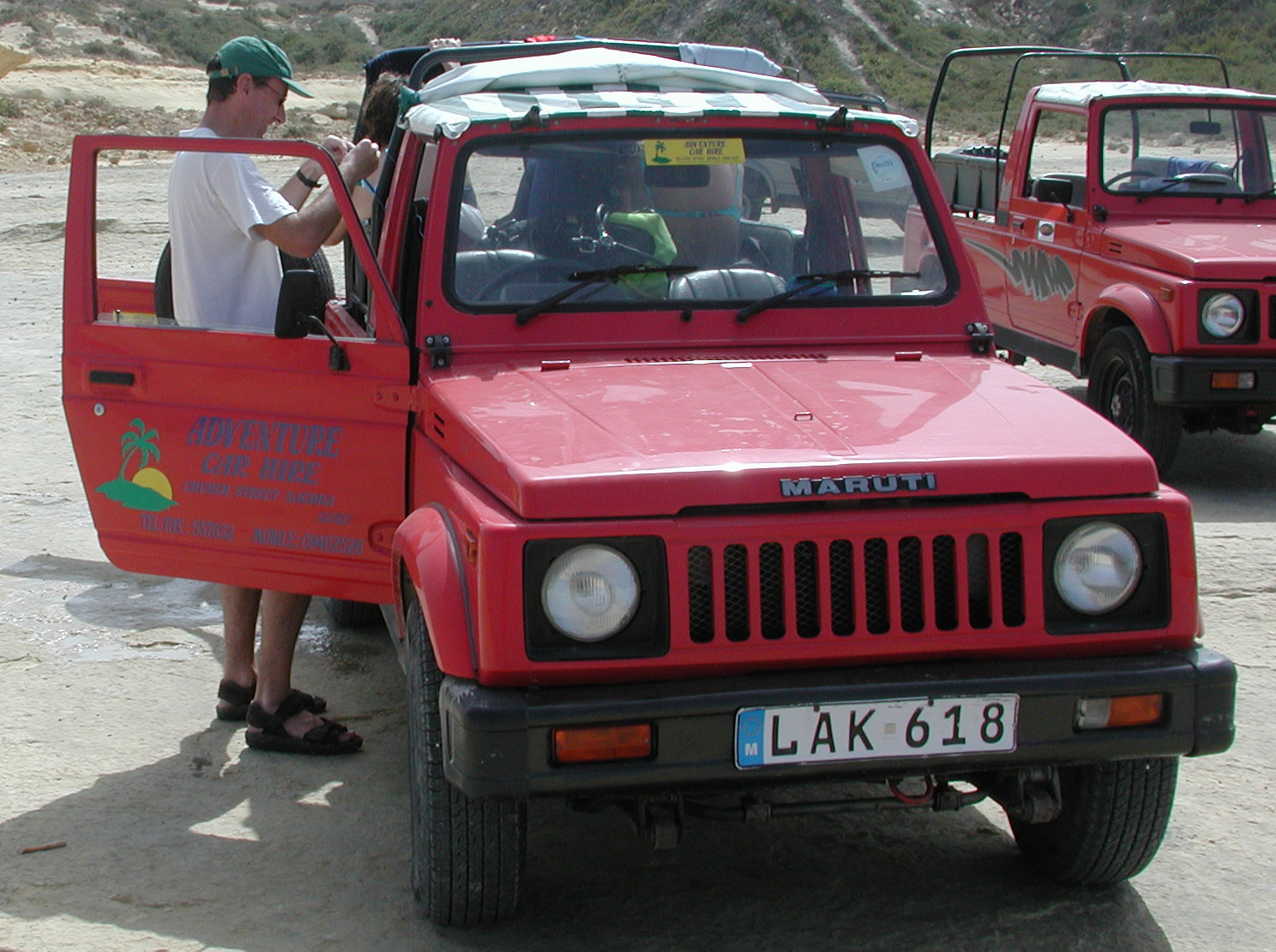
マルチ・ジプシー　SJ410ソフトトップ
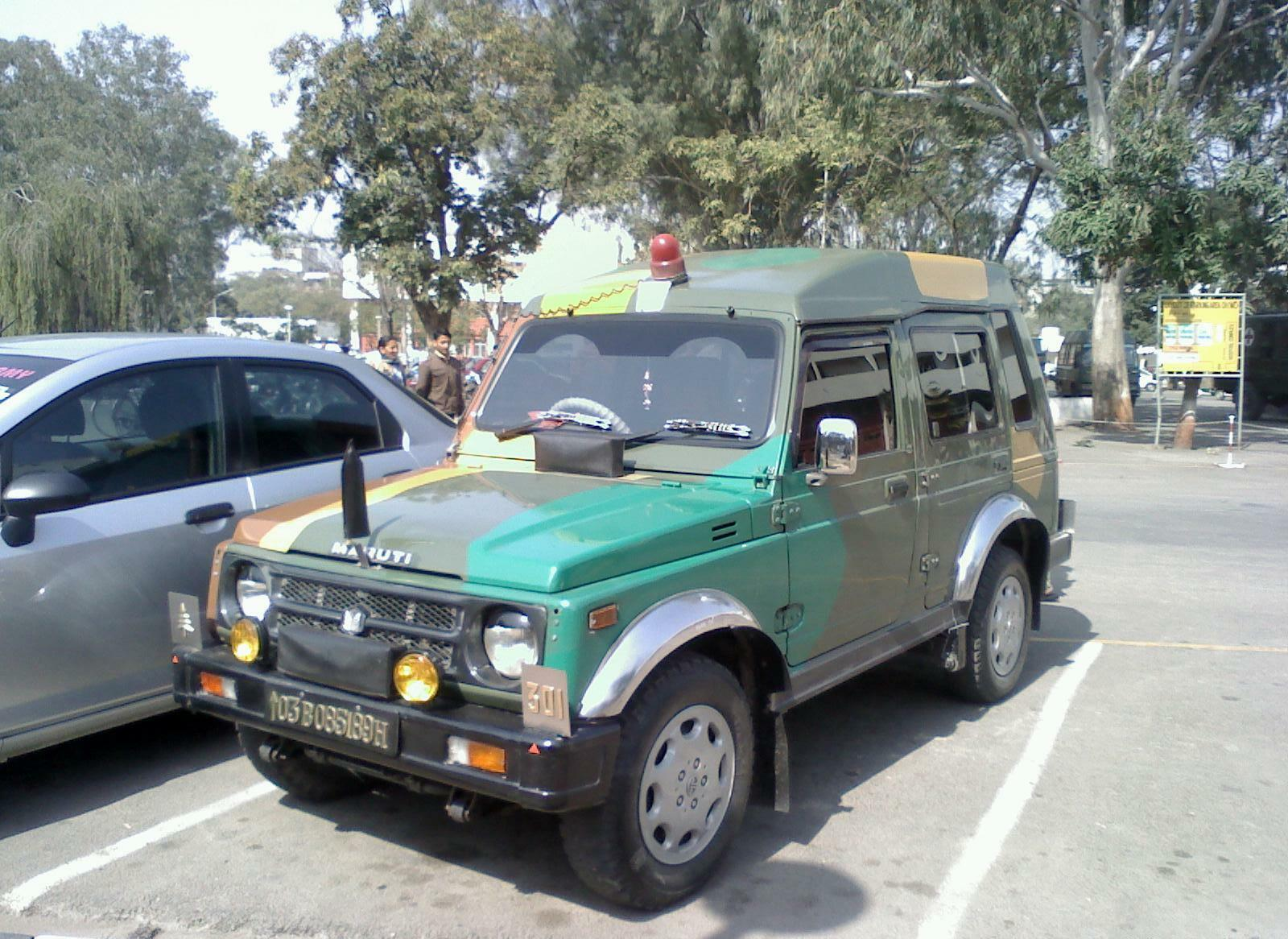
マルチ・ジプシー4ドア (インド軍仕様)
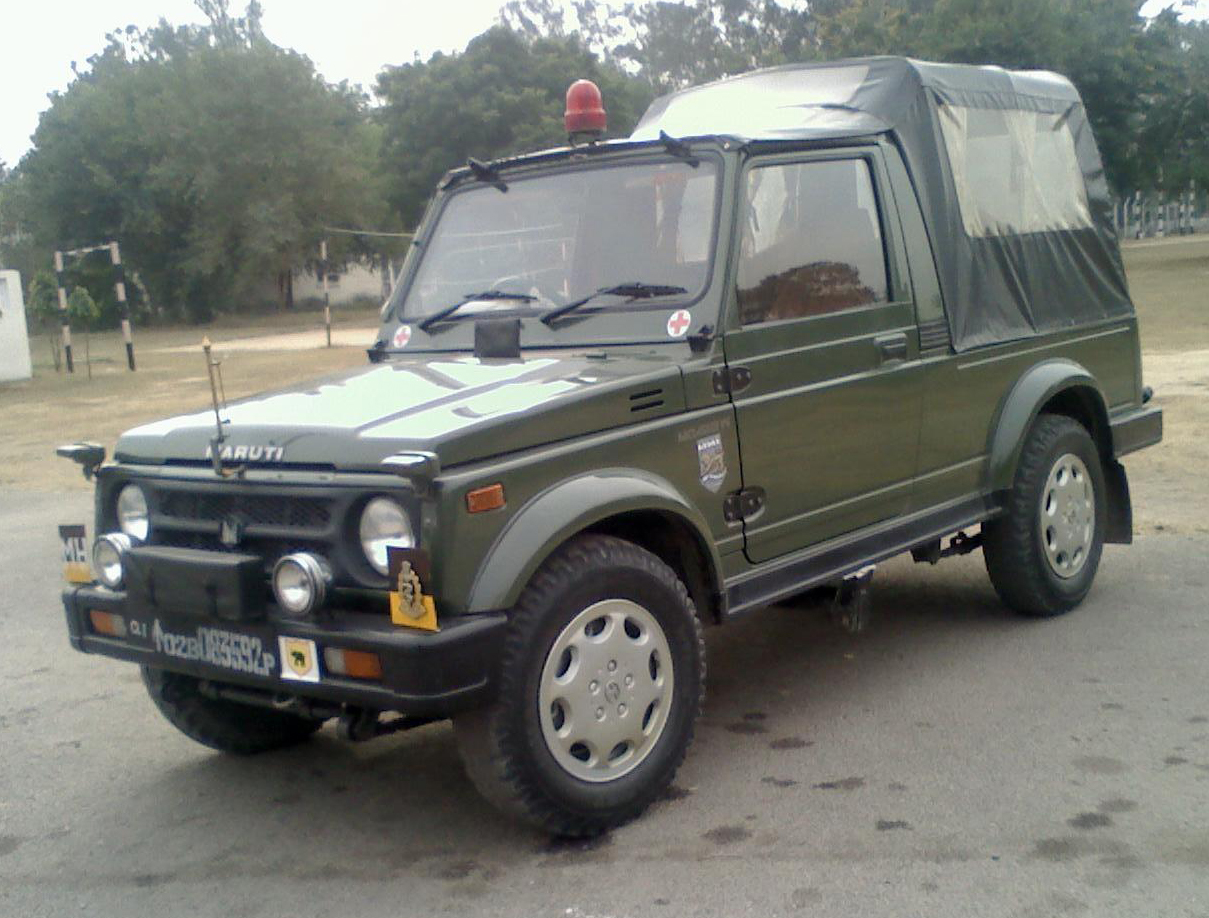
同・ソフトトップ
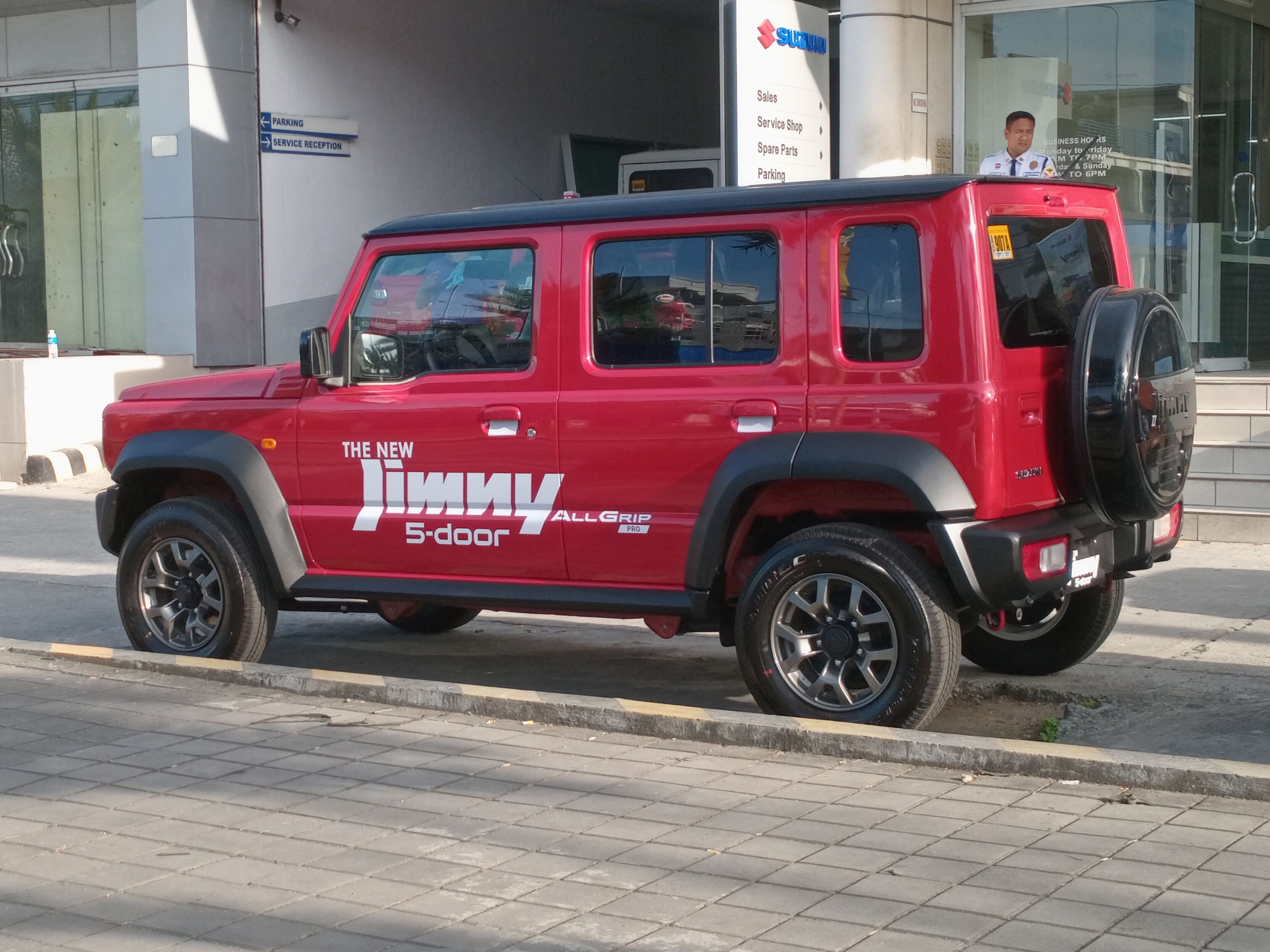
ジムニー5ドア

## 車名の由来
ジープ（Jeep）型のミニという意味を込め、「Jeep」と「Mini」「Tiny」をかけあわせ命名されたものであり、メーカーの公式発表でも「発音のしやすさ、覚えやすさなどから作った造語である」とされている。
普通自動車モデルの「シエラ」(Sierra)は、「山脈」を意味する英語（厳密にはスペイン語）「SIERRA」から。北米発の愛称は「Suzy（スージー）」。
普通自動車5ドアモデルの「ノマド」(Nomade)は、「遊牧民」を意味する。尚、初代エスクードにも同様に、ホイールベースを延長し5ドアモデルとしたバリエーションとしてエスクードノマドが存在した。1997年11月にエスクードが2代目にモデルチェンジして5ドアは設定されて製造販売されたが、ノマドのサブネームは廃止した為、実に28年振りにノマドのサブネームが復活する。
軽自動車として同一車種名での歴史の長さを誇る車種のひとつである。誕生から長い間、税制上有利で排ガス規制等の面で規制の緩い軽貨物となる4ナンバー規格（商用車）で販売されており、5ナンバーの軽乗用仕様の登場は1995年からと比較的新しい。貨物仕様は日本国においては特装扱いとなる郵便専用車両を除いて1998年に廃止されているが、イギリスでは法改正による影響で乗用車仕様での販売が出来なくなり、その代わりに二人乗りの貨物車仕様として販売を続けている。

## グレード構成
初代はスズキ・ジムニーのモデル別仕様データ(初代)を参照
2代目はスズキ・ジムニーのモデル別仕様データ(2代目)を参照
3代目はスズキ・ジムニーのモデル別仕様データ(3代目)を参照